# Liste des monuments historiques protégés en 1889
Cet article recense les monuments historiques français classés en 1889.

## Protections
| Édifice                                                               | Commune                         | Département          | Région                     | Protection | Base Mérimée                         | Coordonnées                        | Image             |
| --------------------------------------------------------------------- | ------------------------------- | -------------------- | -------------------------- | ---------- | ------------------------------------ | ---------------------------------- | ----------------- |
| Abbaye Notre-Dame d'Ambronay                                          | Ambronay                        | Ain                  | Auvergne-Rhône-Alpes       | classé     | « PA00116291 », notice no PA00116291 | 46° 00′ 24″ nord, 5° 21′ 42″ est   |                   |
| Monastère royal de Brou                                               | Bourg-en-Bresse                 | Ain                  | Auvergne-Rhône-Alpes       | classé     | « PA00116318 », notice no PA00116318 | 46° 11′ 53″ nord, 5° 14′ 10″ est   |                   |
| Verziau de Gargantua                                                  | Bois-lès-Pargny                 | Aisne                | Hauts-de-France            | classé     | « PA00115541 », notice no PA00115541 | 49° 45′ 04″ nord, 3° 39′ 16″ est   |                   |
| Menhir de la Haute-Ronde                                              | La Bouteille                    | Aisne                | Hauts-de-France            | classé     | « PA00115549 », notice no PA00115549 | 49° 51′ 23″ nord, 3° 57′ 11″ est   |                   |
| Dolmen de Caranda                                                     | Cierges                         | Aisne                | Hauts-de-France            | classé     | « PA00115600 », notice no PA00115600 | 49° 10′ 03″ nord, 3° 35′ 01″ est   |                   |
| Porte de Laon                                                         | Coucy-le-Château-Auffrique      | Aisne                | Hauts-de-France            | classé     | « PA00115621 », notice no PA00115621 | 49° 31′ 18″ nord, 3° 19′ 32″ est   |                   |
| Menhir de la Pierre-Clouise                                           | Largny-sur-Automne              | Aisne                | Hauts-de-France            | classé     | « PA00115698 », notice no PA00115698 | 49° 16′ 58″ nord, 3° 04′ 36″ est   |                   |
| Cathédrale Notre-Dame                                                 | Laon                            | Aisne                | Hauts-de-France            | classé     | « PA00115710 », notice no PA00115710 | 49° 33′ 51″ nord, 3° 37′ 30″ est   |                   |
| Abbaye Notre-Dame de Longpont                                         | Longpont                        | Aisne                | Hauts-de-France            | classé     | « PA00115789 », notice no PA00115789 | 49° 16′ 23″ nord, 3° 13′ 14″ est   |                   |
| Abbaye de Saint-Michel                                                | Saint-Michel                    | Aisne                | Hauts-de-France            | classé     | « PA00115904 », notice no PA00115904 | 49° 55′ 39″ nord, 4° 08′ 05″ est   |                   |
| Abbaye Saint-Léger                                                    | Soissons                        | Aisne                | Hauts-de-France            | classé     | « PA00115939 », notice no PA00115939 | 49° 23′ 04″ nord, 3° 19′ 38″ est   |                   |
| Église Notre-Dame de Vailly-sur-Aisne                                 | Vailly-sur-Aisne                | Aisne                | Hauts-de-France            | classé     | « PA00115963 », notice no PA00115963 | 49° 24′ 37″ nord, 3° 31′ 03″ est   |                   |
| Église Saint-Gervais-et-Saint-Protais                                 | Montet (Le)                     | Allier               | Auvergne-Rhône-Alpes       | classé     | « PA00093163 », notice no PA00093163 | 46° 24′ 34″ nord, 3° 03′ 26″ est   |                   |
| Église Saint-Blaise                                                   | Vallon-en-Sully                 | Allier               | Auvergne-Rhône-Alpes       | classé     | « PA00093329 », notice no PA00093329 | 46° 32′ 11″ nord, 2° 36′ 26″ est   |                   |
| Dolmen de Lou Serre Dinguille                                         | Saint-Cézaire-sur-Siagne        | Alpes-Maritimes      | Provence-Alpes-Côte d'Azur | classé     | « PA00080833 », notice no PA00080833 | 43° 37′ 56″ nord, 6° 48′ 12″ est   | catégorie commons |
| Dolmen de la Graou                                                    | Saint-Cézaire-sur-Siagne        | Alpes-Maritimes      | Provence-Alpes-Côte d'Azur | classé     | « PA00080832 », notice no PA00080832 | 43° 39′ 05″ nord, 6° 48′ 58″ est   | catégorie commons |
| Sarrazinière                                                          | Andance                         | Ardèche              | Auvergne-Rhône-Alpes       | classé     | « PA00116624 », notice no PA00116624 | 45° 13′ 09″ nord, 4° 48′ 13″ est   |                   |
| Dolmen de la Lauze                                                    | Banne                           | Ardèche              | Auvergne-Rhône-Alpes       | classé     | « PA00116643 », notice no PA00116643 | 44° 22′ 50″ nord, 4° 11′ 07″ est   |                   |
| Dolmen du Bois des Roches                                             | Beaulieu                        | Ardèche              | Auvergne-Rhône-Alpes       | classé     | « PA00116644 », notice no PA00116644 | 44° 20′ 30″ nord, 4° 13′ 25″ est   |                   |
| Dolmen du Calvaire                                                    | Saint-Alban-Auriolles           | Ardèche              | Auvergne-Rhône-Alpes       | classé     | « PA00116771 », notice no PA00116771 | 44° 25′ 44″ nord, 4° 17′ 33″ est   |                   |
| Dolmens de la forêt de Malbosc                                        | Saint-Remèze                    | Ardèche              | Auvergne-Rhône-Alpes       | classé     | « PA00116803 », notice no PA00116803 | 44° 20′ 55″ nord, 4° 28′ 54″ est   |                   |
| Dolmen d'Ayer                                                         | Bordes-Uchentein                | Ariège               | Occitanie                  | classé     | « PA00093778 », notice no PA00093778 | 42° 53′ 56″ nord, 0° 56′ 38″ est   |                   |
| Dolmen de Goudère                                                     | Gabre                           | Ariège               | Occitanie                  | classé     | « PA00093798 », notice no PA00093798 | 43° 04′ 47″ nord, 1° 24′ 57″ est   |                   |
| Dolmen de Bidot                                                       | Le Mas-d'Azil                   | Ariège               | Occitanie                  | classé     | « PA00093814 », notice no PA00093814 | 43° 03′ 37″ nord, 1° 20′ 14″ est   |                   |
| Dolmen de Seigmas                                                     | Le Mas-d'Azil                   | Ariège               | Occitanie                  | classé     | « PA00093815 », notice no PA00093815 | 43° 03′ 37″ nord, 1° 20′ 14″ est   |                   |
| Pierre-au-Coq                                                         | Avant-lès-Marcilly              | Aube                 | Grand Est                  | classé     | « PA00078022 », notice no PA00078022 | 48° 26′ 53″ nord, 3° 34′ 24″ est   | catégorie commons |
| Dolmen du Vieil Homme                                                 | Villeneuve-Minervois            | Aude                 | Occitanie                  | classé     | « PA00102920 », notice no PA00102920 | 43° 20′ 22″ nord, 2° 28′ 57″ est   |                   |
| Dolmen de Galitorte                                                   | Buzeins                         | Aveyron              | Occitanie                  | classé     | « PA00093980 », notice no PA00093980 | 44° 22′ 39″ nord, 2° 59′ 13″ est   |                   |
| Dolmen de la Fabière                                                  | La Cavalerie                    | Aveyron              | Occitanie                  | classé     | « PA00093995 », notice no PA00093995 | 44° 01′ 04″ nord, 3° 09′ 25″ est   |                   |
| Dolmen du Bois de Galtier                                             | Martiel                         | Aveyron              | Occitanie                  | classé     | « PA00094056 », notice no PA00094056 | 44° 24′ 31″ nord, 1° 54′ 18″ est   |                   |
| Dolmen du Puech                                                       | Montjaux                        | Aveyron              | Occitanie                  | classé     | « PA00094068 », notice no PA00094068 | 44° 04′ 39″ nord, 2° 53′ 45″ est   |                   |
| Dolmen de Tièrgues                                                    | Saint-Affrique                  | Aveyron              | Occitanie                  | classé     | « PA00094136 », notice no PA00094136 | 43° 59′ 50″ nord, 2° 55′ 30″ est   |                   |
| Dolmen du Genevrier                                                   | Salles-la-Source                | Aveyron              | Occitanie                  | classé     | « PA00094176 », notice no PA00094176 | 44° 27′ 30″ nord, 2° 29′ 50″ est   |                   |
| Hypogée de la Source                                                  | Fontvieille                     | Bouches-du-Rhône     | Provence-Alpes-Côte d'Azur | classé     | « PA00081267 », notice no PA00081267 | 43° 42′ 38″ nord, 4° 41′ 01″ est   |                   |
| Hypogée de Bounias                                                    | Fontvieille                     | Bouches-du-Rhône     | Provence-Alpes-Côte d'Azur | classé     | « PA00081264 », notice no PA00081264 | 43° 42′ 33″ nord, 4° 41′ 04″ est   |                   |
| Église Saint-Sauveur (anciennement église Notre-Dame-de-Froide-Rue)   | Caen                            | Calvados             | Normandie                  | classé     | « PA00111131 », notice no PA00111131 | 49° 10′ 59″ nord, 0° 21′ 53″ ouest |                   |
| Hôtel de Mondrainville (ou de la Monnaie)                             | Caen                            | Calvados             | Normandie                  | classé     | « PA00111152 », notice no PA00111152 | 49° 11′ 02″ nord, 0° 21′ 54″ ouest |                   |
| Menhir des Demoiselles                                                | Colombiers-sur-Seulles          | Calvados             | Normandie                  | classé     | « PA00111236 », notice no PA00111236 | 49° 17′ 48″ nord, 0° 30′ 25″ ouest |                   |
| Pierre Cornue                                                         | Condé-sur-Ifs                   | Calvados             | Normandie                  | classé     | « PA00111240 », notice no PA00111240 | 49° 02′ 34″ nord, 0° 07′ 43″ ouest |                   |
| Église de la Trinité                                                  | Falaise                         | Calvados             | Normandie                  | classé     | « PA00111314 », notice no PA00111314 | 48° 53′ 40″ nord, 0° 12′ 04″ ouest |                   |
| Pierre Dialan                                                         | Jurques                         | Calvados             | Normandie                  | classé     | « PA00111461 », notice no PA00111461 | 48° 59′ 58″ nord, 0° 44′ 15″ ouest |                   |
| Halles                                                                | Saint-Pierre-sur-Dives          | Calvados             | Normandie                  | classé     | « PA00111715 », notice no PA00111715 | 49° 01′ 06″ nord, 0° 01′ 56″ ouest |                   |
| Menhir de Peyreficade                                                 | Carlat                          | Cantal               | Auvergne-Rhône-Alpes       | classé     | « PA00093481 », notice no PA00093481 | 44° 52′ 52″ nord, 2° 32′ 34″ est   |                   |
| Aqueduc gallo-romain                                                  | Brossac                         | Charente             | Nouvelle-Aquitaine         | classé     | « PA00104263 », notice no PA00104263 | 45° 19′ 55″ nord, 0° 01′ 42″ ouest |                   |
| Motte de la Garde                                                     | Luxé                            | Charente             | Nouvelle-Aquitaine         | classé     | « PA00104402 », notice no PA00104402 | 45° 54′ 28″ nord, 0° 08′ 13″ est   |                   |
| Dolmen de la Boixe                                                    | Vervant                         | Charente             | Nouvelle-Aquitaine         | classé     | « PA00104537 », notice no PA00104537 | 45° 50′ 41″ nord, 0° 08′ 57″ est   |                   |
| Dolmen dit La Pierre Fouquerée                                        | Ardillières                     | Charente-Maritime    | Nouvelle-Aquitaine         | classé     | « PA00104597 », notice no PA00104597 | 46° 03′ 02″ nord, 0° 53′ 20″ ouest |                   |
| Dolmen dit La Pierre Levée                                            | Ardillières                     | Charente-Maritime    | Nouvelle-Aquitaine         | classé     | « PA00104598 », notice no PA00104598 | 46° 03′ 16″ nord, 0° 52′ 53″ ouest |                   |
| Dolmen dit La Pierre Folle                                            | Montguyon                       | Charente-Maritime    | Nouvelle-Aquitaine         | classé     | « PA00104812 », notice no PA00104812 | 45° 13′ 39″ nord, 0° 10′ 43″ ouest |                   |
| Fortifications maritimes                                              | La Rochelle                     | Charente-Maritime    | Nouvelle-Aquitaine         | classé     | « PA00104883 », notice no PA00104883 | 46° 09′ 21″ nord, 1° 09′ 19″ ouest |                   |
| Dolmens dits les Pierres Closes de Charas                             | Saint-Laurent-de-la-Prée        | Charente-Maritime    | Nouvelle-Aquitaine         | classé     | « PA00105196 », notice no PA00105196 | 45° 59′ 26″ nord, 1° 00′ 00″ ouest |                   |
| Pierre Levée                                                          | Graçay                          | Cher                 | Centre-Val de Loire        | classé     | « PA00096807 », notice no PA00096807 | 47° 08′ 10″ nord, 1° 52′ 24″ est   |                   |
| Chapelle Saint-Loup de Massay                                         | Massay                          | Cher                 | Centre-Val de Loire        | classé     | « PA00096835 », notice no PA00096835 | 47° 09′ 07″ nord, 1° 59′ 39″ est   |                   |
| Abbaye Saint-Martin de Massay                                         | Massay                          | Cher                 | Centre-Val de Loire        | classé     | « PA00096834 », notice no PA00096834 | 47° 09′ 06″ nord, 1° 59′ 36″ est   |                   |
| Pierre à la Femme                                                     | Saint-Georges-sur-Moulon        | Cher                 | Centre-Val de Loire        | classé     | « PA00096888 », notice no PA00096888 | 47° 10′ 59″ nord, 2° 23′ 34″ est   |                   |
| Pierre de la Roche                                                    | Villeneuve-sur-Cher             | Cher                 | Centre-Val de Loire        | classé     | « PA00096932 », notice no PA00096932 | 47° 00′ 31″ nord, 2° 14′ 23″ est   |                   |
| Grave de Roland                                                       | Argentat                        | Corrèze              | Nouvelle-Aquitaine         | classé     | « PA00099654 », notice no PA00099654 | 45° 05′ 36″ nord, 1° 55′ 42″ est   |                   |
| Cromlech du Puy de Pauliac                                            | Aubazines                       | Corrèze              | Nouvelle-Aquitaine         | classé     | « PA00099660 », notice no PA00099660 | 45° 10′ 59″ nord, 1° 41′ 02″ est   |                   |
| Maison dite Tour des Échevins                                         | Brive-la-Gaillarde              | Corrèze              | Nouvelle-Aquitaine         | classé     | « PA00099694 », notice no PA00099694 | 45° 09′ 30″ nord, 1° 31′ 58″ est   |                   |
| U Frati è a Sora                                                      | Sartène                         | Corse-du-Sud         | Corse                      | classé     | « PA00099113 », notice no PA00099113 | 41° 38′ 49″ nord, 8° 56′ 52″ est   |                   |
| Dolmen de Funtanaccia                                                 | Sartène                         | Corse-du-Sud         | Corse                      | classé     | « PA00099114 », notice no PA00099114 | 41° 31′ 46″ nord, 8° 55′ 05″ est   |                   |
| Hôtel Meursault                                                       | Beaune                          | Côte-d'Or            | Bourgogne-Franche-Comté    | classé     | « PA00112114 », notice no PA00112114 | 47° 01′ 27″ nord, 4° 50′ 18″ est   |                   |
| Menhir de la Grande Borne                                             | Coulmier-le-Sec                 | Côte-d'Or            | Bourgogne-Franche-Comté    | classé     | « PA00112237 », notice no PA00112237 | 47° 43′ 22″ nord, 4° 30′ 11″ est   |                   |
| Maison Dubret                                                         | Dijon                           | Côte-d'Or            | Bourgogne-Franche-Comté    | classé     | « PA00112412 », notice no PA00112412 | 47° 19′ 18″ nord, 5° 02′ 23″ est   |                   |
| Maison Milsand                                                        | Dijon                           | Côte-d'Or            | Bourgogne-Franche-Comté    | classé     | « PA00112408 », notice no PA00112408 | 47° 19′ 20″ nord, 5° 02′ 25″ est   |                   |
| Menhirs                                                               | La Roche-en-Brenil              | Côte-d'Or            | Bourgogne-Franche-Comté    | classé     | « PA00112607 », notice no PA00112607 | 47° 20′ 53″ nord, 4° 10′ 36″ est   |                   |
| Menhir de Kerguézennec                                                | Bégard                          | Côtes-d'Armor        | Bretagne                   | classé     | « PA00089022 », notice no PA00089022 | 48° 37′ 57″ nord, 3° 16′ 41″ ouest |                   |
| Dolmen sous tumulus de Danouédou                                      | Bourbriac                       | Côtes-d'Armor        | Bretagne                   | classé     | « PA00089033 », notice no PA00089033 | 48° 27′ 28″ nord, 3° 09′ 00″ ouest |                   |
| Ruines de la rotonde dite Temple de Lanleff                           | Lanleff                         | Côtes-d'Armor        | Bretagne                   | classé     | « PA00089253 », notice no PA00089253 | 48° 41′ 42″ nord, 3° 02′ 45″ ouest |                   |
| Église Saint-Mathurin                                                 | Moncontour                      | Côtes-d'Armor        | Bretagne                   | classé     | « PA00089334 », notice no PA00089334 | 48° 21′ 41″ nord, 2° 37′ 59″ ouest |                   |
| Menhir de Minhir                                                      | Pédernec                        | Côtes-d'Armor        | Bretagne                   | classé     | « PA00089370 », notice no PA00089370 | 48° 36′ 36″ nord, 3° 18′ 01″ ouest |                   |
| Menhir de Cailouan                                                    | Plésidy                         | Côtes-d'Armor        | Bretagne                   | classé     | « PA00089422 », notice no PA00089422 | 48° 25′ 27″ nord, 3° 09′ 00″ ouest |                   |
| Alignements des Rochers                                               | Pleslin-Trigavou                | Côtes-d'Armor        | Bretagne                   | classé     | « PA00089423 », notice no PA00089423 | 48° 31′ 45″ nord, 2° 03′ 29″ ouest |                   |
| Menhir de Saint-Uzec                                                  | Pleumeur-Bodou                  | Côtes-d'Armor        | Bretagne                   | classé     | « PA00089442 », notice no PA00089442 | 48° 47′ 20″ nord, 3° 32′ 40″ ouest |                   |
| Hôtel des Ducs de Bretagne                                            | Saint-Brieuc                    | Côtes-d'Armor        | Bretagne                   | classé     | « PA00089586 », notice no PA00089586 | 48° 30′ 54″ nord, 2° 45′ 54″ ouest |                   |
| Dolmen de la Chapelle des Sept-Saints                                 | Le Vieux-Marché                 | Côtes-d'Armor        | Bretagne                   | classé     | « PA00089750 », notice no PA00089750 | 48° 37′ 58″ nord, 3° 25′ 26″ ouest |                   |
| Église Saint-Malo                                                     | Yvignac-la-Tour                 | Côtes-d'Armor        | Bretagne                   | classé     | « PA00089755 », notice no PA00089755 | 48° 20′ 54″ nord, 2° 10′ 33″ ouest |                   |
| Dolmen dit Pierre de la Fade                                          | Blessac                         | Creuse               | Nouvelle-Aquitaine         | classé     | « PA00100011 », notice no PA00100011 | 45° 57′ 50″ nord, 2° 06′ 38″ est   |                   |
| Dolmen de Pierre sous Pèze                                            | La Serre-Bussière-Vieille       | Creuse               | Nouvelle-Aquitaine         | classé     | « PA00100202 », notice no PA00100202 | 46° 03′ 28″ nord, 2° 21′ 30″ est   |                   |
| Menhir de la Gérafie                                                  | La Souterraine                  | Creuse               | Nouvelle-Aquitaine         | classé     | « PA00100208 », notice no PA00100208 | 46° 13′ 34″ nord, 1° 29′ 15″ est   |                   |
| Croix de cimetière d'Aiffres                                          | Aiffres                         | Deux-Sèvres          | Nouvelle-Aquitaine         | classé     | « PA00101163 », notice no PA00101163 | 46° 16′ 54″ nord, 0° 24′ 50″ ouest |                   |
| Croix de cimetière d'Amuré                                            | Amuré                           | Deux-Sèvres          | Nouvelle-Aquitaine         | classé     | « PA00101173 », notice no PA00101173 |                                    |                   |
| Menhirs de Celles-sur-Belle                                           | Celles-sur-Belle                | Deux-Sèvres          | Nouvelle-Aquitaine         | classé     | « PA00101208 », notice no PA00101208 | 46° 16′ 02″ nord, 0° 11′ 16″ ouest |                   |
| Pierre Pèse                                                           | Limalonges                      | Deux-Sèvres          | Nouvelle-Aquitaine         | classé     | « PA00101245 », notice no PA00101245 | 46° 08′ 35″ nord, 0° 12′ 52″ est   |                   |
| Croix hosannière de Ménigoute                                         | Ménigoute                       | Deux-Sèvres          | Nouvelle-Aquitaine         | classé     | « PA00101271 », notice no PA00101271 | 46° 29′ 46″ nord, 0° 03′ 33″ ouest |                   |
| Croix de cimetière de Pamplie                                         | Pamplie                         | Deux-Sèvres          | Nouvelle-Aquitaine         | classé     | « PA00101299 », notice no PA00101299 | 46° 32′ 07″ nord, 0° 26′ 27″ ouest |                   |
| Lanterne des morts du cimetière de Pers                               | Pers                            | Deux-Sèvres          | Nouvelle-Aquitaine         | classé     | « PA00101318 », notice no PA00101318 | 46° 13′ 08″ nord, 0° 04′ 14″ est   |                   |
| Croix de cimetière de Prahecq                                         | Prahecq                         | Deux-Sèvres          | Nouvelle-Aquitaine         | classé     | « PA00101324 », notice no PA00101324 | 46° 15′ 36″ nord, 0° 20′ 35″ ouest |                   |
| Croix de cimetière de Saint-Christophe-sur-Roc                        | Saint-Christophe-sur-Roc        | Deux-Sèvres          | Nouvelle-Aquitaine         | classé     | « PA00101327 », notice no PA00101327 | 46° 26′ 48″ nord, 0° 20′ 55″ ouest |                   |
| Croix de cimetière de Saint-Georges-de-Noisné                         | Saint-Georges-de-Noisné         | Deux-Sèvres          | Nouvelle-Aquitaine         | classé     | « PA00101339 », notice no PA00101339 | 46° 29′ 33″ nord, 0° 15′ 23″ ouest |                   |
| Croix de cimetière de Saint-Maixent-de-Beugné                         | Saint-Maixent-de-Beugné         | Deux-Sèvres          | Nouvelle-Aquitaine         | classé     | « PA00101348 », notice no PA00101348 | 46° 30′ 20″ nord, 0° 36′ 47″ ouest |                   |
| Collégiale Saint-Antoine de Saint-Marc-la-Lande                       | Saint-Marc-la-Lande             | Deux-Sèvres          | Nouvelle-Aquitaine         | classé     | « PA00101353 », notice no PA00101353 | 46° 31′ 12″ nord, 0° 22′ 45″ ouest |                   |
| Maison du Président Tyndo                                             | Thouars                         | Deux-Sèvres          | Nouvelle-Aquitaine         | classé     | « PA00101384 », notice no PA00101384 | 46° 58′ 34″ nord, 0° 12′ 45″ ouest |                   |
| Tour du Prévôt                                                        | Thouars                         | Deux-Sèvres          | Nouvelle-Aquitaine         | classé     | « PA00101388 », notice no PA00101388 | 46° 58′ 38″ nord, 0° 12′ 46″ ouest |                   |
| Dolmen de Peyrelevade,                                                | Brantôme                        | Dordogne             | Nouvelle-Aquitaine         | classé     | « PA00082407 », notice no PA00082407 | 45° 21′ 41″ nord, 0° 39′ 47″ est   |                   |
| Cathédrale Saint-Front                                                | Périgueux                       | Dordogne             | Nouvelle-Aquitaine         | classé     | « PA00082725 », notice no PA00082725 | 45° 11′ 01″ nord, 0° 43′ 22″ est   |                   |
| Citadelle gallo-romaine de Vésone (porte romaine dite porte Normande) | Périgueux                       | Dordogne             | Nouvelle-Aquitaine         | classé     | « PA00082727 », notice no PA00082727 | 45° 10′ 56″ nord, 0° 42′ 44″ est   |                   |
| Maison des Consuls                                                    | Périgueux                       | Dordogne             | Nouvelle-Aquitaine         | classé     | « PA00082752 », notice no PA00082752 | 45° 11′ 02″ nord, 0° 43′ 28″ est   |                   |
| Maison Lambert (Maison Renaissance ou maison à colonnes)              | Périgueux                       | Dordogne             | Nouvelle-Aquitaine         | classé     | « PA00082753 », notice no PA00082753 | 45° 11′ 03″ nord, 0° 43′ 28″ est   |                   |
| Maison Estignard, ou Hôtel Fayard, ou maison Renaissance              | Périgueux                       | Dordogne             | Nouvelle-Aquitaine         | classé     | « PA00082755 », notice no PA00082755 | 45° 11′ 05″ nord, 0° 43′ 19″ est   |                   |
| Dolmen la Peyrelevade                                                 | Rampieux                        | Dordogne             | Nouvelle-Aquitaine         | classé     | « PA00082779 », notice no PA00082779 | 44° 43′ 22″ nord, 0° 48′ 37″ est   |                   |
| Dolmen de Peyrebrune                                                  | Saint-Aquilin                   | Dordogne             | Nouvelle-Aquitaine         | classé     | « PA00082801 », notice no PA00082801 | 45° 11′ 43″ nord, 0° 27′ 26″ est   |                   |
| Hôtel de Maleville                                                    | Sarlat-la-Canéda                | Dordogne             | Nouvelle-Aquitaine         | classé     | « PA00082938 », notice no PA00082938 | 44° 53′ 22″ nord, 1° 13′ 00″ est   |                   |
| Hôtel Plamon                                                          | Sarlat-la-Canéda                | Dordogne             | Nouvelle-Aquitaine         | classé     | « PA00082963 », notice no PA00082963 | 44° 53′ 26″ nord, 1° 12′ 58″ est   |                   |
| Maison de La Boétie                                                   | Sarlat-la-Canéda                | Dordogne             | Nouvelle-Aquitaine         | classé     | « PA00082964 », notice no PA00082964 | 44° 53′ 20″ nord, 1° 13′ 00″ est   |                   |
| Prieuré du Val des Nymphes                                            | La Garde-Adhémar                | Drôme                | Auvergne-Rhône-Alpes       | classé     | « PA00116950 », notice no PA00116950 | 44° 23′ 38″ nord, 4° 46′ 30″ est   |                   |
| Château des Adhémar ou des Papes                                      | Montélimar                      | Drôme                | Auvergne-Rhône-Alpes       | classé     | « PA00116988 », notice no PA00116988 | 44° 33′ 33″ nord, 4° 45′ 15″ est   |                   |
| Alignement des Pierres Frittes                                        | Brunoy                          | Essonne              | Île-de-France              | classé     | « PA00087837 », notice no PA00087837 | 48° 41′ 45″ nord, 2° 30′ 14″ est   |                   |
| Pierre à Mousseau                                                     | Vigneux-sur-Seine               | Essonne              | Île-de-France              | classé     | « PA00088033 », notice no PA00088033 | 48° 42′ 01″ nord, 2° 24′ 18″ est   |                   |
| Pierre courcoulée                                                     | Les Ventes                      | Eure                 | Normandie                  | classé     | « PA00099599 », notice no PA00099599 | 48° 56′ 31″ nord, 1° 04′ 27″ est   |                   |
| Château d'Anet                                                        | Anet                            | Eure-et-Loir         | Centre-Val de Loire        | classé     | Notice no PA00096955                 | 48° 51′ 31″ nord, 1° 26′ 18″ est   |                   |
| Maison de la Reine Berthe                                             | Chartres                        | Eure-et-Loir         | Centre-Val de Loire        | classé     | « PA00097003 », notice no PA00097003 | 48° 26′ 48″ nord, 1° 29′ 26″ est   |                   |
| Polissoir Pinte de Saint-Martin                                       | Corancez                        | Eure-et-Loir         | Centre-Val de Loire        | classé     | « PA00097081 », notice no PA00097081 | 48° 21′ 21″ nord, 1° 31′ 23″ est   |                   |
| Maison                                                                | Gallardon                       | Eure-et-Loir         | Centre-Val de Loire        | classé     | « PA00097118 », notice no PA00097118 | 48° 31′ 29″ nord, 1° 41′ 14″ est   |                   |
| Dolmen de Quincampoix                                                 | Saint-Avit-les-Guespières       | Eure-et-Loir         | Centre-Val de Loire        | classé     | « PA00097192 », notice no PA00097192 | 48° 15′ 37″ nord, 1° 17′ 22″ est   |                   |
| Dolmen Pierre de Villebon ou de Beaumont                              | Trizay-lès-Bonneval             | Eure-et-Loir         | Centre-Val de Loire        | classé     | « PA00097230 », notice no PA00097230 | 48° 12′ 08″ nord, 1° 21′ 06″ est   |                   |
| Menhir de Men Marz                                                    | Brignogan-Plages                | Finistère            | Bretagne                   | classé     | « PA00089852 », notice no PA00089852 | 48° 40′ 13″ nord, 4° 20′ 07″ ouest |                   |
| Cromlech de Kermorvan                                                 | Le Conquet                      | Finistère            | Bretagne                   | classé     | « PA00089896 », notice no PA00089896 | 48° 21′ 50″ nord, 4° 46′ 53″ ouest |                   |
| Prieuré de Folgoët                                                    | Le Folgoët                      | Finistère            | Bretagne                   | classé     | « PA00089954 », notice no PA00089954 | 48° 33′ 38″ nord, 4° 20′ 06″ ouest |                   |
| Menhir d'Argenton                                                     | Landunvez                       | Finistère            | Bretagne                   | classé     | « PA00090052 », notice no PA00090052 |                                    |                   |
| Premier menhir de Kerscaven                                           | Penmarc'h                       | Finistère            | Bretagne                   | classé     | « PA00090154 », notice no PA00090154 |                                    |                   |
| Calvaire de Plougastel-Daoulas                                        | Plougastel-Daoulas              | Finistère            | Bretagne                   | classé     | « PA00090241 », notice no PA00090241 | 48° 22′ 26″ nord, 4° 22′ 12″ ouest |                   |
| Menhir Sud de Pontusval                                               | Plounéour-Trez                  | Finistère            | Bretagne                   | classé     | « PA00090259 », notice no PA00090259 | 48° 39′ 20″ nord, 4° 19′ 31″ ouest |                   |
| Pié de Mounié                                                         | Aiguèze                         | Gard                 | Occitanie                  | classé     | « PA00102944 », notice no PA00102944 | 44° 19′ 11″ nord, 4° 29′ 52″ est   |                   |
| Dolmens de Barjac                                                     | Barjac                          | Gard                 | Occitanie                  | classé     | « PA00102973 », notice no PA00102973 | 44° 19′ 02″ nord, 4° 22′ 48″ est   |                   |
| Peyre de Cabusso Ludo                                                 | Campestre-et-Luc                | Gard                 | Occitanie                  | classé     | « PA00103032 », notice no PA00103032 | 43° 56′ 53″ nord, 3° 21′ 50″ est   |                   |
| Tour Carbonnière                                                      | Saint-Laurent-d'Aigouze         | Gard                 | Occitanie                  | classé     | « PA00103223 », notice no PA00103223 | 43° 35′ 32″ nord, 4° 12′ 34″ est   |                   |
| Château                                                               | Uzès                            | Gard                 | Occitanie                  | classé     | « PA00103251 », notice no PA00103251 | 44° 00′ 47″ nord, 4° 25′ 11″ est   |                   |
| Allées couvertes de Sabatey                                           | Bellefond                       | Gironde              | Nouvelle-Aquitaine         | classé     | « PA00083140 », notice no PA00083140 | 44° 46′ 19″ nord, 0° 10′ 12″ ouest |                   |
| Chapelle de la Trinité                                                | Saint-Émilion                   | Gironde              | Nouvelle-Aquitaine         | classé     | « PA00083732 », notice no PA00083732 | 44° 53′ 35″ nord, 0° 09′ 23″ ouest |                   |
| Maison Messidan                                                       | Saint-Macaire                   | Gironde              | Nouvelle-Aquitaine         | classé     | « PA00083769 », notice no PA00083769 | 44° 33′ 46″ nord, 0° 13′ 42″ ouest |                   |
| Menhir de Peyrefitte                                                  | Saint-Sulpice-de-Faleyrens      | Gironde              | Nouvelle-Aquitaine         | classé     | « PA00083808 », notice no PA00083808 | 44° 53′ 21″ nord, 0° 12′ 16″ ouest |                   |
| Dolmen de Puy-Landy (Pey-Landry)                                      | Salles-de-Castillon (Les)       | Gironde              | Nouvelle-Aquitaine         | classé     | « PA00083827 », notice no PA00083827 | 44° 54′ 48″ nord, 0° 01′ 10″ ouest |                   |
| Menhir de Clotte (Pey-Landry)                                         | Salles-de-Castillon (Les)       | Gironde              | Nouvelle-Aquitaine         | classé     | « PA00083829 », notice no PA00083829 | 44° 54′ 54″ nord, 0° 00′ 49″ ouest |                   |
| Dolmen du Mont-Rivinco                                                | Santo-Pietro-di-Tenda           | Haute-Corse          | Corse                      | classé     | « PA00099247 », notice no PA00099247 | 42° 40′ 12″ nord, 9° 15′ 27″ est   |                   |
| Alignements du Mail de Soupène                                        | Benque-Dessous-et-Dessus        | Haute-Garonne        | Occitanie                  | classé     | « PA00094275 », notice no PA00094275 | 42° 48′ 46″ nord, 0° 32′ 37″ est   |                   |
| Cromlech                                                              | Billière                        | Haute-Garonne        | Occitanie                  | classé     | « PA00094278 », notice no PA00094278 | 42° 48′ 58″ nord, 0° 32′ 12″ est   |                   |
| Cathédrale Notre-Dame de Saint-Bertrand-de-Comminges                  | Saint-Bertrand-de-Comminges     | Haute-Garonne        | Occitanie                  | classé     | « PA00094447 », notice no PA00094447 | 43° 01′ 36″ nord, 0° 34′ 17″ est   |                   |
| Hôtel Felzins                                                         | Toulouse                        | Haute-Garonne        | Occitanie                  | classé     | « PA00094548 », notice no PA00094548 | 43° 35′ 48″ nord, 1° 26′ 33″ est   |                   |
| Hôtel de Lasbordes ou du Vieux Raisin                                 | Toulouse                        | Haute-Garonne        | Occitanie                  | classé     | « PA00094554 », notice no PA00094554 | 43° 35′ 50″ nord, 1° 26′ 45″ est   |                   |
| Hôtel de Bernuy                                                       | Toulouse                        | Haute-Garonne        | Occitanie                  | classé     | « PA00094533 », notice no PA00094533 | 43° 36′ 10″ nord, 1° 26′ 28″ est   |                   |
| Hôtel de Bagis                                                        | Toulouse                        | Haute-Garonne        | Occitanie                  | classé     | « PA00094563 », notice no PA00094563 | 43° 35′ 49″ nord, 1° 26′ 32″ est   |                   |
| Chapelle Saint-Clair d'Aiguilhe                                       | Aiguilhe                        | Haute-Loire          | Auvergne-Rhône-Alpes       | classé     | « PA00092564 », notice no PA00092564 | 45° 02′ 57″ nord, 3° 52′ 59″ est   |                   |
| Prieuré de Chanteuges                                                 | Chanteuges                      | Haute-Loire          | Auvergne-Rhône-Alpes       | classé     | « PA00092645 », notice no PA00092645 | 45° 04′ 24″ nord, 3° 31′ 56″ est   |                   |
| Menhir de la Pierre Plantée                                           | Chomelix                        | Haute-Loire          | Auvergne-Rhône-Alpes       | classé     | « PA00092653 », notice no PA00092653 | 45° 16′ 21″ nord, 3° 51′ 13″ est   |                   |
| Prieuré Sainte-Croix de Lavoûte-Chilhac                               | Lavoûte-Chilhac                 | Haute-Loire          | Auvergne-Rhône-Alpes       | classé     | « PA00092689 », notice no PA00092689 | 45° 08′ 52″ nord, 3° 24′ 10″ est   |                   |
| Cathédrale Notre-Dame-de-l'Annonciation                               | Le Puy-en-Velay                 | Haute-Loire          | Auvergne-Rhône-Alpes       | classé     | « PA00092743 », notice no PA00092743 | 45° 02′ 44″ nord, 3° 53′ 05″ est   |                   |
| Dolmen de Védrines                                                    | Vieille-Brioude                 | Haute-Loire          | Auvergne-Rhône-Alpes       | classé     | « PA00092917 », notice no PA00092917 | 45° 15′ 24″ nord, 3° 23′ 29″ est   |                   |
| Maison                                                                | Langres                         | Haute-Marne          | Grand Est                  | classé     | « PA00079110 », notice no PA00079110 | 47° 51′ 51″ nord, 5° 19′ 57″ est   |                   |
| Dolmen de la Pierre-Alot                                              | Vitry-lès-Nogent                | Haute-Marne          | Grand Est                  | classé     | « PA00079281 », notice no PA00079281 | 47° 59′ 43″ nord, 5° 19′ 55″ est   |                   |
| Cave aux Fées                                                         | Saint-Cergues                   | Haute-Savoie         | Auvergne-Rhône-Alpes       | classé     | « PA00118430 », notice no PA00118430 | 46° 13′ 11″ nord, 6° 18′ 35″ est   |                   |
| Menhir de Ceinturat                                                   | Cieux                           | Haute-Vienne         | Nouvelle-Aquitaine         | classé     | « PA00100283 », notice no PA00100283 | 45° 59′ 20″ nord, 0° 57′ 24″ est   |                   |
| Pierre levée                                                          | Saint-Laurent-sur-Gorre         | Haute-Vienne         | Nouvelle-Aquitaine         | classé     | « PA00100460 », notice no PA00100460 | 45° 44′ 56″ nord, 0° 56′ 31″ est   |                   |
| Poulvan de Séjotte                                                    | Saint-Léger-Magnazeix           | Haute-Vienne         | Nouvelle-Aquitaine         | classé     | « PA00100465 », notice no PA00100465 | 46° 15′ 38″ nord, 1° 12′ 50″ est   |                   |
| Dolmen du Pouey Mayou                                                 | Bartrès                         | Hautes-Pyrénées      | Occitanie                  | classé     | « PA00095342 », notice no PA00095342 | 43° 09′ 22″ nord, 0° 03′ 58″ ouest |                   |
| Deux dolmens de Bruneau                                               | Minerve                         | Hérault              | Occitanie                  | classé     | « PA00103507 », notice no PA00103507 | 43° 21′ 55″ nord, 2° 42′ 42″ est   |                   |
| Dolmen dans le tumulus des Bois-Bas                                   | Minerve                         | Hérault              | Occitanie                  | classé     | « PA00103508 », notice no PA00103508 | 43° 22′ 02″ nord, 2° 40′ 45″ est   |                   |
| Abbaye de Saint-Guilhem-le-Désert                                     | Saint-Guilhem-le-Désert         | Hérault              | Occitanie                  | classé     | « PA00103690 », notice no PA00103690 | 43° 44′ 01″ nord, 3° 32′ 56″ est   |                   |
| Menhir de la Pierre Longue                                            | Cuguen                          | Ille-et-Vilaine      | Bretagne                   | classé     | « PA00090539 », notice no PA00090539 | 48° 25′ 12″ nord, 1° 40′ 14″ ouest |                   |
| Menhir de Champ-Dolent                                                | Dol-de-Bretagne                 | Ille-et-Vilaine      | Bretagne                   | classé     | « PA00090549 », notice no PA00090549 | 48° 32′ 06″ nord, 1° 44′ 21″ ouest |                   |
| Menhir de Landes-Ros                                                  | Noyal-sous-Bazouges             | Ille-et-Vilaine      | Bretagne                   | classé     | « PA00090644 », notice no PA00090644 | 48° 25′ 38″ nord, 1° 36′ 17″ ouest |                   |
| Pierre du Domaine                                                     | Plerguer                        | Ille-et-Vilaine      | Bretagne                   | classé     | « PA00090655 », notice no PA00090655 | 48° 30′ 33″ nord, 1° 48′ 50″ ouest |                   |
| Menhir, dit « Dent de Gargantua »                                     | Saint-Suliac                    | Ille-et-Vilaine      | Bretagne                   | classé     | « PA00090882 », notice no PA00090882 | 48° 33′ 56″ nord, 1° 57′ 15″ ouest |                   |
| Maison des Fées                                                       | Tressé                          | Ille-et-Vilaine      | Bretagne                   | classé     | « PA00090891 », notice no PA00090891 | 48° 29′ 04″ nord, 1° 52′ 36″ ouest |                   |
| Pierre levée de Boisy                                                 | Bagneux                         | Indre                | Centre-Val de Loire        | classé     | « PA00097272 », notice no PA00097272 | 47° 11′ 12″ nord, 1° 46′ 02″ est   |                   |
| Pierre couverte de Bué                                                | Bagneux                         | Indre                | Centre-Val de Loire        | classé     | « PA00097270 », notice no PA00097270 | 47° 10′ 38″ nord, 1° 46′ 16″ est   |                   |
| Menhirs de Tréfoux                                                    | Bagneux                         | Indre                | Centre-Val de Loire        | classé     | « PA00097271 », notice no PA00097271 | 47° 10′ 26″ nord, 1° 45′ 43″ est   |                   |
| Dolmen de Passe-Bonneau                                               | La Châtre-Langlin               | Indre                | Centre-Val de Loire        | classé     | « PA00097317 », notice no PA00097317 | 46° 25′ 32″ nord, 1° 22′ 34″ est   |                   |
| Dolmen de Sénevaut et cromlech de Sénevaut                            | Ciron                           | Indre                | Centre-Val de Loire        | classé     | « PA00097323 », notice no PA00097323 | 46° 39′ 50″ nord, 1° 15′ 26″ est   |                   |
| Dolmen du Chardy                                                      | Orsennes                        | Indre                | Centre-Val de Loire        | classé     | « PA00097415 », notice no PA00097415 | 46° 26′ 56″ nord, 1° 42′ 57″ est   |                   |
| Dolmen des Gorces                                                     | Parnac                          | Indre                | Centre-Val de Loire        | classé     | « PA00097424 », notice no PA00097424 | 46° 25′ 50″ nord, 1° 24′ 35″ est   |                   |
| Dolmen de l'Aire-aux-Martres                                          | Parnac                          | Indre                | Centre-Val de Loire        | classé     | « PA00097423 », notice no PA00097423 | 46° 26′ 29″ nord, 1° 23′ 46″ est   |                   |
| Menhir du château de Pierrefitte                                      | Auzouer-en-Touraine             | Indre-et-Loire       | Centre-Val de Loire        | classé     | « PA00097541 », notice no PA00097541 | 47° 31′ 48″ nord, 0° 54′ 42″ est   |                   |
| Cromlech de la Croix Bonnin                                           | Beaulieu-lès-Loches             | Indre-et-Loire       | Centre-Val de Loire        | classé     | « PA00097560 », notice no PA00097560 | 47° 07′ 39″ nord, 1° 02′ 01″ est   |                   |
| Pierre Levée                                                          | Beaumont-la-Ronce               | Indre-et-Loire       | Centre-Val de Loire        | classé     | « PA00097579 », notice no PA00097579 | 47° 34′ 06″ nord, 0° 37′ 23″ est   |                   |
| Polissoir de Ferrière-Larçon                                          | Ferrière-Larçon                 | Indre-et-Loire       | Centre-Val de Loire        | classé     | « PA00097757 », notice no PA00097757 |                                    |                   |
| Le Carroir Bon Air                                                    | Ligré                           | Indre-et-Loire       | Centre-Val de Loire        | classé     | « PA00097808 », notice no PA00097808 | 47° 06′ 51″ nord, 0° 16′ 23″ est   |                   |
| Château de Loches                                                     | Loches                          | Indre-et-Loire       | Centre-Val de Loire        | classé     | « PA00097821 », notice no PA00097821 | 47° 07′ 29″ nord, 0° 59′ 48″ est   |                   |
| Cloître de la Psalette                                                | Tours                           | Indre-et-Loire       | Centre-Val de Loire        | classé     | « PA00098142 », notice no PA00098142 | 47° 23′ 45″ nord, 0° 41′ 39″ est   |                   |
| Palais du parlement du Dauphiné                                       | Grenoble                        | Isère                | Auvergne-Rhône-Alpes       | classé     | « PA00117198 », notice no PA00117198 | 45° 11′ 36″ nord, 5° 43′ 43″ est   |                   |
| Enceinte gallo-romaine de Dax                                         | Dax                             | Landes               | Nouvelle-Aquitaine         | classé     | « PA00083939 », notice no PA00083939 | 43° 42′ 39″ nord, 1° 03′ 02″ ouest |                   |
| Hôtel de Belot                                                        | Blois                           | Loir-et-Cher         | Centre-Val de Loire        | classé     | « PA00098353 », notice no PA00098353 | 47° 35′ 17″ nord, 1° 20′ 10″ est   |                   |
| Maison                                                                | Blois                           | Loir-et-Cher         | Centre-Val de Loire        | classé     | « PA00098382 », notice no PA00098382 |                                    |                   |
| Dolmen des Grosses-Pierres                                            | Brévainville                    | Loir-et-Cher         | Centre-Val de Loire        | classé     | « PA00098399 », notice no PA00098399 | 47° 56′ 46″ nord, 1° 13′ 01″ est   |                   |
| Dolmen de la Pierre Levée                                             | La Chapelle-Vendômoise          | Loir-et-Cher         | Centre-Val de Loire        | classé     | « PA00098407 », notice no PA00098407 | 47° 39′ 36″ nord, 1° 15′ 32″ est   |                   |
| Pierre Cochée                                                         | Droué                           | Loir-et-Cher         | Centre-Val de Loire        | classé     | « PA00098431 », notice no PA00098431 | 48° 02′ 02″ nord, 1° 05′ 30″ est   |                   |
| Dolmen des Gâts-Fleuris                                               | Huisseau-en-Beauce              | Loir-et-Cher         | Centre-Val de Loire        | classé     | « PA00098450 », notice no PA00098450 | 47° 43′ 55″ nord, 1° 00′ 18″ est   |                   |
| Menhir des Gâts-Fleuris                                               | Huisseau-en-Beauce              | Loir-et-Cher         | Centre-Val de Loire        | classé     | « PA00098451 », notice no PA00098451 |                                    |                   |
| Dolmen de Haute Bretagne                                              | Huisseau-en-Beauce              | Loir-et-Cher         | Centre-Val de Loire        | classé     | « PA00098452 », notice no PA00098452 | 47° 43′ 23″ nord, 1° 00′ 32″ est   |                   |
| Polissoir de Haute Bretagne                                           | Huisseau-en-Beauce              | Loir-et-Cher         | Centre-Val de Loire        | classé     | « PA00098453 », notice no PA00098453 | 47° 43′ 23″ nord, 1° 00′ 32″ est   |                   |
| Polissoir du Petit Fontenail                                          | Nourray                         | Loir-et-Cher         | Centre-Val de Loire        | classé     | « PA00098535 », notice no PA00098535 | 47° 43′ 03″ nord, 1° 03′ 32″ est   |                   |
| Dolmen des Tatonneries                                                | Nourray                         | Loir-et-Cher         | Centre-Val de Loire        | classé     | « PA00098533 », notice no PA00098533 | 47° 43′ 29″ nord, 1° 02′ 25″ est   |                   |
| Pierre Fritte                                                         | Noyers-sur-Cher                 | Loir-et-Cher         | Centre-Val de Loire        | classé     | « PA00098538 », notice no PA00098538 | 47° 17′ 35″ nord, 1° 25′ 14″ est   |                   |
| Sépultures sous dalle de la Nivardière                                | Beauce la Romaine               | Loir-et-Cher         | Centre-Val de Loire        | classé     | « PA00098624 », notice no PA00098624 | 47° 56′ 41″ nord, 1° 29′ 21″ est   |                   |
| Drue à Gargantua                                                      | Beauce la Romaine               | Loir-et-Cher         | Centre-Val de Loire        | classé     | « PA00098625 », notice no PA00098625 | 47° 56′ 39″ nord, 1° 29′ 26″ est   |                   |
| Dolmen du Val d'Avril                                                 | Beauce la Romaine               | Loir-et-Cher         | Centre-Val de Loire        | classé     | « PA00098626 », notice no PA00098626 | 47° 56′ 41″ nord, 1° 28′ 42″ est   |                   |
| Maladrerie Sainte-Catherine                                           | Trôo                            | Loir-et-Cher         | Centre-Val de Loire        | classé     | « PA00098629 », notice no PA00098629 | 47° 46′ 37″ nord, 0° 47′ 53″ est   |                   |
| Abbaye de Charlieu                                                    | Charlieu                        | Loire                | Auvergne-Rhône-Alpes       | classé     | « PA00117448 », notice no PA00117448 | 46° 09′ 28″ nord, 4° 10′ 07″ est   |                   |
| Maison                                                                | Charlieu                        | Loire                | Auvergne-Rhône-Alpes       | classé     | « PA00117456 », notice no PA00117456 | 46° 09′ 33″ nord, 4° 10′ 22″ est   |                   |
| Maison                                                                | Charlieu                        | Loire                | Auvergne-Rhône-Alpes       | classé     | « PA00117457 », notice no PA00117457 | 46° 09′ 30″ nord, 4° 10′ 12″ est   |                   |
| Hôtel d'Armagnac                                                      | Charlieu                        | Loire                | Auvergne-Rhône-Alpes       | classé     | « PA00117453 », notice no PA00117453 | 46° 09′ 32″ nord, 4° 10′ 19″ est   |                   |
| Ancien grenier à sel                                                  | Charlieu                        | Loire                | Auvergne-Rhône-Alpes       | classé     | « PA00117455 », notice no PA00117455 | 46° 09′ 33″ nord, 4° 10′ 24″ est   |                   |
| Maison des Anglais                                                    | Charlieu                        | Loire                | Auvergne-Rhône-Alpes       | classé     | « PA00117458 », notice no PA00117458 | 46° 09′ 35″ nord, 4° 10′ 23″ est   |                   |
| Menhir de la Pierre Longue                                            | Le Croisic                      | Loire-Atlantique     | Pays de la Loire           | classé     | « PA00108609 », notice no PA00108609 | 47° 17′ 15″ nord, 2° 31′ 51″ ouest |                   |
| Menhir de la Vacherie                                                 | Donges                          | Loire-Atlantique     | Pays de la Loire           | classé     | « PA00108611 », notice no PA00108611 | 47° 18′ 33″ nord, 2° 03′ 40″ ouest |                   |
| Fuseau de la Madeleine                                                | Pontchâteau                     | Loire-Atlantique     | Pays de la Loire           | classé     | « PA00108769 », notice no PA00108769 | 47° 26′ 11″ nord, 2° 08′ 12″ ouest |                   |
| Tumulus des Mousseaux                                                 | Pornic                          | Loire-Atlantique     | Pays de la Loire           | classé     | « PA00108776 », notice no PA00108776 | 47° 06′ 56″ nord, 2° 06′ 54″ ouest |                   |
| Menhir à cupules                                                      | Saint-André-des-Eaux            | Loire-Atlantique     | Pays de la Loire           | classé     | « PA00108788 », notice no PA00108788 | 47° 18′ 29″ nord, 2° 20′ 31″ ouest |                   |
| Tumulus de Dissignac                                                  | Saint-Nazaire                   | Loire-Atlantique     | Pays de la Loire           | classé     | « PA00108816 », notice no PA00108816 | 47° 16′ 15″ nord, 2° 16′ 46″ ouest |                   |
| Dolmen des Trois Pierres                                              | Saint-Nazaire                   | Loire-Atlantique     | Pays de la Loire           | classé     | « PA00108815 », notice no PA00108815 | 47° 16′ 46″ nord, 2° 12′ 22″ ouest |                   |
| Dolmen de La Salle des Fées                                           | Sainte-Pazanne                  | Loire-Atlantique     | Pays de la Loire           | classé     | « PA00108817 », notice no PA00108817 | 47° 04′ 45″ nord, 1° 47′ 29″ ouest |                   |
| Dolmen de la Pierre Clouée                                            | Andonville                      | Loiret               | Centre-Val de Loire        | classé     | « PA00098674 », notice no PA00098674 | 48° 15′ 30″ nord, 2° 01′ 19″ est   |                   |
| Église Notre-Dame de Bellegarde                                       | Bellegarde                      | Loiret               | Centre-Val de Loire        | classé     | « PA00098710 », notice no PA00098710 | 47° 59′ 18″ nord, 2° 26′ 38″ est   |                   |
| Pavillon Colas des Francs                                             | Orléans                         | Loiret               | Centre-Val de Loire        | classé     | « PA00098974 », notice no PA00098974 | 47° 54′ 03″ nord, 1° 54′ 09″ est   |                   |
| Maison                                                                | Orléans                         | Loiret               | Centre-Val de Loire        | classé     | « PA00098897 », notice no PA00098897 | 47° 54′ 03″ nord, 1° 54′ 17″ est   |                   |
| Maison de la Coquille (Orléans)                                       | Orléans                         | Loiret               | Centre-Val de Loire        | classé     | « PA00098915 », notice no PA00098915 | 47° 53′ 54″ nord, 1° 54′ 19″ est   |                   |
| Dolmen du Bois-des-Bœufs                                              | Assier                          | Lot                  | Occitanie                  | classé     | « PA00094968 », notice no PA00094968 | 44° 40′ 44″ nord, 1° 51′ 42″ est   |                   |
| Dolmen des Plassous                                                   | Gramat                          | Lot                  | Occitanie                  | classé     | « PA00095104 », notice no PA00095104 | 44° 46′ 22″ nord, 1° 41′ 23″ est   |                   |
| Dolmen de Pech-Lapeyre                                                | Limogne-en-Quercy               | Lot                  | Occitanie                  | classé     | « PA00095141 », notice no PA00095141 | 44° 24′ 07″ nord, 1° 45′ 08″ est   |                   |
| Dolmen de la Pierre Martine                                           | Livernon                        | Lot                  | Occitanie                  | classé     | « PA00095143 », notice no PA00095143 | 44° 39′ 39″ nord, 1° 49′ 15″ est   |                   |
| Château des Tours-Saint-Laurent                                       | Saint-Laurent-les-Tours         | Lot                  | Occitanie                  | classé     | « PA00095244 », notice no PA00095244 | 44° 51′ 54″ nord, 1° 53′ 39″ est   |                   |
| Allées funéraires de Lumé                                             | Fargues-sur-Ourbise             | Lot-et-Garonne       | Nouvelle-Aquitaine         | classé     | « PA00084115 », notice no PA00084115 | 44° 13′ 20″ nord, 0° 07′ 58″ est   |                   |
| Moulin d'Henri IV                                                     | Nérac                           | Lot-et-Garonne       | Nouvelle-Aquitaine         | classé     | « PA00084197 », notice no PA00084197 | 44° 10′ 12″ nord, 0° 17′ 23″ est   |                   |
| Église Saint-Christophe de Vianne                                     | Vianne                          | Lot-et-Garonne       | Nouvelle-Aquitaine         | classé     | « PA00084263 », notice no PA00084263 | 44° 11′ 53″ nord, 0° 19′ 21″ est   |                   |
| Dolmen de Chamgefège                                                  | Balsièges                       | Lozère               | Occitanie                  | classé     | « PA00103786 », notice no PA00103786 | 44° 29′ 50″ nord, 3° 26′ 40″ est   |                   |
| Dolmen de Chardonnet                                                  | La Canourgue                    | Lozère               | Occitanie                  | classé     | « PA00103805 », notice no PA00103805 | 44° 27′ 05″ nord, 3° 15′ 37″ est   |                   |
| Dolmen                                                                | Marvejols                       | Lozère               | Occitanie                  | classé     | « PA00103849 », notice no PA00103849 | 44° 33′ 41″ nord, 3° 18′ 21″ est   |                   |
| Pont Notre-Dame                                                       | Mende                           | Lozère               | Occitanie                  | classé     | « PA00103877 », notice no PA00103877 | 44° 31′ 17″ nord, 3° 29′ 51″ est   | catégorie commons |
| Dolmen de la Rouvière                                                 | Pelouse                         | Lozère               | Occitanie                  | classé     | « PA00103890 », notice no PA00103890 | 44° 32′ 18″ nord, 3° 34′ 49″ est   |                   |
| Pierre debout du Genest                                               | Segré-en-Anjou Bleu             | Maine-et-Loire       | Pays de la Loire           | classé     | « PA00108952 », notice no PA00108952 | 47° 43′ 40″ nord, 0° 47′ 30″ ouest |                   |
| Pierre couverte de Beaupreau                                          | Brissac Loire Aubance           | Maine-et-Loire       | Pays de la Loire           | classé     | « PA00109028 », notice no PA00109028 | 47° 21′ 40″ nord, 0° 25′ 05″ ouest |                   |
| Pierre levée de Beaupreau                                             | Brissac Loire Aubance           | Maine-et-Loire       | Pays de la Loire           | classé     | « PA00109027 », notice no PA00109027 | 47° 21′ 40″ nord, 0° 25′ 05″ ouest |                   |
| Pierre des Hommes                                                     | Coron                           | Maine-et-Loire       | Pays de la Loire           | classé     | « PA00109064 », notice no PA00109064 | 47° 07′ 11″ nord, 0° 36′ 39″ ouest |                   |
| Enceinte de Montreuil-Bellay                                          | Montreuil-Bellay                | Maine-et-Loire       | Pays de la Loire           | classé     | « PA00109205 », notice no PA00109205 |                                    |                   |
| Menhir de la Haute-Borne                                              | Sèvremoine                      | Maine-et-Loire       | Pays de la Loire           | classé     | « PA00109272 », notice no PA00109272 |                                    |                   |
| Dolmen de Bagneux                                                     | Saumur                          | Maine-et-Loire       | Pays de la Loire           | classé     | « PA00109303 », notice no PA00109303 | 47° 14′ 35″ nord, 0° 05′ 42″ ouest |                   |
| Pierre Longue                                                         | Saumur                          | Maine-et-Loire       | Pays de la Loire           | classé     | « PA00109342 », notice no PA00109342 | 47° 14′ 28″ nord, 0° 05′ 39″ ouest |                   |
| Petit dolmen de Bagneux                                               | Saumur                          | Maine-et-Loire       | Pays de la Loire           | classé     | « PA00109314 », notice no PA00109314 | 47° 14′ 44″ nord, 0° 05′ 54″ ouest |                   |
| Allée couverte                                                        | Bretteville-en-Saire            | Manche               | Normandie                  | classé     | « PA00110341 », notice no PA00110341 | 49° 38′ 49″ N, 1° 30′ 36″ O        |                   |
| Menhir de la Grande Pierre                                            | Maupertus-sur-Mer               | Manche               | Normandie                  | classé     | « PA00110451 », notice no PA00110451 | 49° 39′ 18″ N, 1° 29′ 21″ O        |                   |
| Église Notre-Dame                                                     | Pontorson                       | Manche               | Normandie                  | classé     | « PA00110543 », notice no PA00110543 | 48° 33′ 17″ N, 1° 30′ 39″ O        |                   |
| Menhir de Haute-Borne                                                 | Avize                           | Marne                | Grand Est                  | classé     | « PA00078578 », notice no PA00078578 | 48° 58′ 56″ nord, 4° 01′ 27″ est   |                   |
| Menhir de l'étang de Chénevry                                         | Congy                           | Marne                | Grand Est                  | classé     | « PA00078672 », notice no PA00078672 | 48° 50′ 40″ nord, 3° 50′ 57″ est   |                   |
| Menhir de Haute-Borne                                                 | Cramant                         | Marne                | Grand Est                  | classé     | « PA00078685 », notice no PA00078685 | 48° 58′ 56″ nord, 4° 01′ 27″ est   |                   |
| Dolmen de Nuisy                                                       | Fontaine-Denis-Nuisy            | Marne                | Grand Est                  | classé     | « PA00078712 », notice no PA00078712 | 48° 37′ 00″ nord, 3° 43′ 22″ est   |                   |
| Menhir de Haute-Borne                                                 | Oiry                            | Marne                | Grand Est                  | classé     | « PA00078753 », notice no PA00078753 | 48° 58′ 56″ nord, 4° 01′ 27″ est   |                   |
| Abbaye Saint-Remi de Reims                                            | Reims                           | Marne                | Grand Est                  | classé     | « PA00078773 », notice no PA00078773 | 49° 14′ 36″ nord, 4° 02′ 29″ est   |                   |
| Menhir de la Hune                                                     | Bazougers                       | Mayenne              | Pays de la Loire           | classé     | « PA00109466 », notice no PA00109466 | 48° 01′ 09″ nord, 0° 37′ 49″ ouest |                   |
| Dolmen de la Contrie                                                  | Ernée                           | Mayenne              | Pays de la Loire           | classé     | « PA00109504 », notice no PA00109504 | 48° 19′ 38″ nord, 0° 56′ 05″ ouest |                   |
| Pierre Saint-Guillaume                                                | Montenay                        | Mayenne              | Pays de la Loire           | classé     | « PA00109566 », notice no PA00109566 | 48° 17′ 02″ nord, 0° 51′ 17″ ouest |                   |
| Menhir de Saint-Civière                                               | Le Pas                          | Mayenne              | Pays de la Loire           | classé     | « PA00109577 », notice no PA00109577 | 48° 24′ 34″ nord, 0° 42′ 34″ ouest |                   |
| Dolmen des Erves                                                      | Sainte-Suzanne-et-Chammes       | Mayenne              | Pays de la Loire           | classé     | « PA00109611 », notice no PA00109611 | 48° 07′ 01″ nord, 0° 19′ 53″ ouest |                   |
| Église Saint-Martin de Mont-Saint-Martin                              | Mont-Saint-Martin               | Meurthe-et-Moselle   | Grand Est                  | classé     | « PA00106093 », notice no PA00106093 | 49° 32′ 27″ nord, 5° 46′ 51″ est   |                   |
| Cathédrale Saint-Étienne                                              | Toul                            | Meurthe-et-Moselle   | Grand Est                  | classé     | « PA00106374 », notice no PA00106374 | 48° 40′ 31″ nord, 5° 53′ 40″ est   |                   |
| Collégiale Saint-Gengoult                                             | Toul                            | Meurthe-et-Moselle   | Grand Est                  | classé     | « PA00106375 », notice no PA00106375 | 48° 40′ 30″ nord, 5° 53′ 23″ est   |                   |
| Église Saint-Étienne                                                  | Bar-le-Duc                      | Meuse                | Grand Est                  | classé     | « PA00106466 », notice no PA00106466 | 48° 46′ 06″ nord, 5° 09′ 34″ est   |                   |
| Dame Schonne                                                          | Saint-Mihiel                    | Meuse                | Grand Est                  | classé     | « PA00106625 », notice no PA00106625 | 48° 54′ 19″ nord, 5° 37′ 17″ est   |                   |
| Cromlech d'Er Lannic                                                  | Arzon                           | Morbihan             | Bretagne                   | classé     | « PA00090986 », notice no PA00090986 | 47° 34′ 04″ nord, 2° 53′ 48″ ouest |                   |
| Dolmen du Rocher                                                      | Le Bono                         | Morbihan             | Bretagne                   | classé     | « PA00091048 », notice no PA00091048 | 47° 38′ 04″ nord, 2° 57′ 25″ ouest |                   |
| Dolmen de Kluder-Yer                                                  | Carnac                          | Morbihan             | Bretagne                   | classé     | « PA00091091 », notice no PA00091091 | 47° 37′ 09″ nord, 3° 04′ 57″ ouest |                   |
| Menhir du Bourg de Carnac                                             | Carnac                          | Morbihan             | Bretagne                   | classé     | « PA00091116 », notice no PA00091116 | 47° 35′ 05″ nord, 3° 04′ 54″ ouest |                   |
| Alignement et dolmen de Kerlescan                                     | Carnac                          | Morbihan             | Bretagne                   | classé     | « PA00091075 », notice no PA00091075 | 47° 36′ 16″ nord, 3° 02′ 59″ ouest |                   |
| Dolmens de Kériaval                                                   | Carnac                          | Morbihan             | Bretagne                   | classé     | « PA00091090 », notice no PA00091090 | 47° 36′ 55″ nord, 3° 05′ 01″ ouest |                   |
| Menhir de Kergo                                                       | Carnac                          | Morbihan             | Bretagne                   | classé     | « PA00091111 », notice no PA00091111 | 47° 37′ 45″ nord, 3° 04′ 02″ ouest |                   |
| Tumulus à trois dolmens de Mané-Kérioned                              | Carnac                          | Morbihan             | Bretagne                   | classé     | « PA00091134 », notice no PA00091134 | 47° 36′ 54″ nord, 3° 05′ 11″ ouest |                   |
| Tumulus du Mont-Saint-Michel                                          | Carnac                          | Morbihan             | Bretagne                   | classé     | « PA00091140 », notice no PA00091140 | 47° 35′ 16″ nord, 3° 04′ 24″ ouest |                   |
| Dolmen de Roch-Feutet                                                 | Carnac                          | Morbihan             | Bretagne                   | classé     | « PA00091094 », notice no PA00091094 | 47° 37′ 11″ nord, 3° 03′ 09″ ouest |                   |
| Menhir de Kerlagade                                                   | Carnac                          | Morbihan             | Bretagne                   | classé     | « PA00091112 », notice no PA00091112 | 47° 37′ 06″ nord, 3° 02′ 26″ ouest |                   |
| Tumulus du Moustoir                                                   | Carnac                          | Morbihan             | Bretagne                   | classé     | « PA00091133 », notice no PA00091133 | 47° 36′ 44″ nord, 3° 03′ 38″ ouest |                   |
| Alignement du Ménec                                                   | Carnac                          | Morbihan             | Bretagne                   | classé     | « PA00091074 », notice no PA00091074 | 47° 35′ 36″ nord, 3° 04′ 47″ ouest |                   |
| Alignement et dolmen de Kermario                                      | Carnac                          | Morbihan             | Bretagne                   | classé     | « PA00091076 », notice no PA00091076 | 47° 35′ 53″ nord, 3° 03′ 44″ ouest |                   |
| Menhir de Kerluhir                                                    | Carnac                          | Morbihan             | Bretagne                   | classé     | « PA00091113 », notice no PA00091113 | 47° 35′ 25″ nord, 3° 03′ 58″ ouest |                   |
| Dolmen de Mané-Groh                                                   | Erdeven                         | Morbihan             | Bretagne                   | classé     | « PA00091185 », notice no PA00091185 | 47° 37′ 42″ nord, 3° 07′ 13″ ouest |                   |
| Chapelle Saint-Fiacre                                                 | Le Faouët                       | Morbihan             | Bretagne                   | classé     | « PA00091190 », notice no PA00091190 | 48° 00′ 51″ nord, 3° 29′ 13″ ouest |                   |
| Les Pierres Plates                                                    | Locmariaquer                    | Morbihan             | Bretagne                   | classé     | « PA00091385 », notice no PA00091385 | 47° 33′ 24″ nord, 2° 57′ 03″ ouest |                   |
| Tumulus du Mané-Lud                                                   | Locmariaquer                    | Morbihan             | Bretagne                   | classé     | « PA00091393 », notice no PA00091393 | 47° 34′ 26″ nord, 2° 57′ 03″ ouest |                   |
| Dolmen du Mané-Rutual                                                 | Locmariaquer                    | Morbihan             | Bretagne                   | classé     | « PA00091387 », notice no PA00091387 | 47° 34′ 09″ nord, 2° 56′ 52″ ouest |                   |
| Grand menhir brisé d'Er Grah                                          | Locmariaquer                    | Morbihan             | Bretagne                   | classé     | « PA00091390 », notice no PA00091390 | 47° 34′ 17″ nord, 2° 57′ 01″ ouest |                   |
| Tumulus du Ruyk                                                       | Locmariaquer                    | Morbihan             | Bretagne                   | classé     | « PA00091392 », notice no PA00091392 | 47° 33′ 46″ nord, 2° 56′ 18″ ouest |                   |
| Table des Marchand                                                    | Locmariaquer                    | Morbihan             | Bretagne                   | classé     | « PA00091386 », notice no PA00091386 | 47° 34′ 18″ nord, 2° 56′ 59″ ouest |                   |
| Dolmen de Kerveresse                                                  | Locmariaquer                    | Morbihan             | Bretagne                   | classé     | « PA00091384 », notice no PA00091384 | 47° 34′ 54″ nord, 2° 57′ 47″ ouest |                   |
| Dolmen de Gohquer                                                     | Plouharnel                      | Morbihan             | Bretagne                   | classé     | « PA00091523 », notice no PA00091523 | 47° 37′ 14″ nord, 3° 06′ 09″ ouest |                   |
| Dolmen de Mané-Remor                                                  | Plouharnel                      | Morbihan             | Bretagne                   | classé     | « PA00091525 », notice no PA00091525 | 47° 36′ 53″ nord, 3° 07′ 09″ ouest |                   |
| Dolmen de Kergavat                                                    | Plouharnel                      | Morbihan             | Bretagne                   | classé     | « PA00091524 », notice no PA00091524 | 47° 35′ 46″ nord, 3° 06′ 26″ ouest |                   |
| Alignements du Vieux-Moulin                                           | Plouharnel                      | Morbihan             | Bretagne                   | classé     | « PA00091517 », notice no PA00091517 | 47° 36′ 23″ nord, 3° 07′ 10″ ouest |                   |
| Tête de l'alignement de Sainte-Barbe                                  | Plouharnel                      | Morbihan             | Bretagne                   | classé     | « PA00091518 », notice no PA00091518 | 47° 36′ 31″ nord, 3° 07′ 54″ ouest |                   |
| Dolmen de Crucuno                                                     | Plouharnel                      | Morbihan             | Bretagne                   | classé     | « PA00091522 », notice no PA00091522 | 47° 37′ 27″ nord, 3° 07′ 36″ ouest |                   |
| Quadrilatère de Crucuno                                               | Plouharnel                      | Morbihan             | Bretagne                   | classé     | « PA00091529 », notice no PA00091529 | 47° 37′ 27″ nord, 3° 07′ 19″ ouest |                   |
| Cromlech de Crucuno                                                   | Plouharnel                      | Morbihan             | Bretagne                   | classé     | « PA00091521 », notice no PA00091521 | 47° 37′ 27″ nord, 3° 07′ 19″ ouest |                   |
| Dolmen de Runesto                                                     | Plouharnel                      | Morbihan             | Bretagne                   | classé     | « PA00091526 », notice no PA00091526 | 47° 36′ 32″ nord, 3° 05′ 53″ ouest |                   |
| Premier menhir de Mané-Meur                                           | Quiberon                        | Morbihan             | Bretagne                   | classé     | « PA00091614 », notice no PA00091614 | 47° 29′ 01″ nord, 3° 08′ 06″ ouest |                   |
| Dolmens du Port-Blanc                                                 | Saint-Pierre-Quiberon           | Morbihan             | Bretagne                   | classé     | « PA00091709 », notice no PA00091709 | 47° 31′ 26″ nord, 3° 09′ 20″ ouest |                   |
| Alignements de Kerbourgnec                                            | Saint-Pierre-Quiberon           | Morbihan             | Bretagne                   | classé     | « PA00091706 », notice no PA00091706 | 47° 31′ 01″ nord, 3° 07′ 43″ ouest |                   |
| Cromlech de Saint-Pierre                                              | Saint-Pierre-Quiberon           | Morbihan             | Bretagne                   | classé     | « PA00091707 », notice no PA00091707 | 47° 30′ 57″ nord, 3° 07′ 48″ ouest |                   |
| Dolmen de Roc-en-Aud                                                  | Saint-Pierre-Quiberon           | Morbihan             | Bretagne                   | classé     | « PA00091708 », notice no PA00091708 | 47° 31′ 28″ nord, 3° 08′ 10″ ouest |                   |
| Alignements du Petit-Ménec                                            | La Trinité-sur-Mer              | Morbihan             | Bretagne                   | classé     | « PA00091765 », notice no PA00091765 | 47° 36′ 16″ nord, 3° 02′ 26″ ouest |                   |
| Église Saint-Arnould d'Arry                                           | Arry                            | Moselle              | Grand Est                  | classé     | « PA00106721 », notice no PA00106721 | 48° 59′ 45″ nord, 6° 03′ 31″ est   |                   |
| Église Saint-Pierre de Baudrecourt                                    | Baudrecourt                     | Moselle              | Grand Est                  | classé     | « PA00106732 », notice no PA00106732 | 48° 57′ 44″ nord, 6° 27′ 08″ est   |                   |
| Église Saint-Michel de Créhange                                       | Créhange                        | Moselle              | Grand Est                  | classé     | « PA00106749 », notice no PA00106749 | 49° 02′ 56″ nord, 6° 34′ 31″ est   |                   |
| Église de l'Exaltation-de-la-Sainte-Croix de Lorry                    | Lorry-Mardigny                  | Moselle              | Grand Est                  | classé     | « PA00106797 », notice no PA00106797 | 48° 59′ 13″ nord, 6° 05′ 04″ est   |                   |
| Église Saint-Pierre-Saint-Paul de Morhange                            | Morhange                        | Moselle              | Grand Est                  | classé     | « PA00106924 », notice no PA00106924 | 48° 55′ 22″ nord, 6° 38′ 16″ est   |                   |
| Église Saint-Pierre de Sémelay                                        | Sémelay                         | Nièvre               | Bourgogne-Franche-Comté    | classé     | « PA00113025 », notice no PA00113025 | 46° 51′ 08″ nord, 3° 51′ 04″ est   |                   |
| Pierres jumelles                                                      | Cambrai                         | Nord                 | Hauts-de-France            | classé     | « PA00107410 », notice no PA00107410 | 50° 10′ 46″ nord, 3° 14′ 41″ est   |                   |
| Pierre du Diable                                                      | Lécluse                         | Nord                 | Hauts-de-France            | classé     | « PA00107561 », notice no PA00107561 | 50° 16′ 11″ nord, 3° 01′ 34″ est   |                   |
| Maison des Trois Piliers                                              | Beauvais                        | Oise                 | Hauts-de-France            | classé     | « PA00114513 », notice no PA00114513 |                                    |                   |
| Remparts gallo-romains                                                | Beauvais                        | Oise                 | Hauts-de-France            | classé     | « PA00114517 », notice no PA00114517 | 49° 25′ 56″ nord, 2° 04′ 59″ est   |                   |
| Cathédrale Notre-Dame de Noyon                                        | Noyon                           | Oise                 | Hauts-de-France            | classé     | « PA00114786 », notice no PA00114786 | 49° 34′ 56″ nord, 3° 00′ 02″ est   |                   |
| Abbaye de Saint-Jean-aux-Bois                                         | Saint-Jean-aux-Bois             | Oise                 | Hauts-de-France            | classé     | « PA00114861 », notice no PA00114861 | 49° 20′ 50″ nord, 2° 54′ 19″ est   |                   |
| Dolmen de la Pierre aux Fées                                          | Villers-Saint-Sépulcre          | Oise                 | Hauts-de-France            | classé     | « PA00114962 », notice no PA00114962 | 49° 22′ 02″ nord, 2° 12′ 05″ est   |                   |
| Église Saint-Germain d'Argentan                                       | Argentan                        | Orne                 | Normandie                  | classé     | « PA00110719 », notice no PA00110719 | 48° 44′ 40″ nord, 0° 01′ 09″ ouest |                   |
| Château des Ducs                                                      | Argentan                        | Orne                 | Normandie                  | classé     | « PA00110715 », notice no PA00110715 | 48° 44′ 35″ nord, 0° 01′ 11″ ouest |                   |
| Affiloir de Gargantua                                                 | Craménil                        | Orne                 | Normandie                  | classé     | « PA00110789 », notice no PA00110789 | 48° 45′ 21″ nord, 0° 21′ 34″ ouest |                   |
| Pierre aux Loups                                                      | Joué-du-Bois                    | Orne                 | Normandie                  | classé     | « PA00110827 », notice no PA00110827 | 48° 34′ 37″ nord, 0° 14′ 44″ ouest |                   |
| Dolmen de la Grandière                                                | Joué-du-Bois                    | Orne                 | Normandie                  | classé     | « PA00110828 », notice no PA00110828 | 48° 35′ 11″ nord, 0° 14′ 36″ ouest |                   |
| Menhir des Outres                                                     | Joué-du-Bois                    | Orne                 | Normandie                  | classé     | « PA00110829 », notice no PA00110829 | 48° 34′ 57″ nord, 0° 14′ 07″ ouest |                   |
| Pierre levée                                                          | Silly-en-Gouffern               | Orne                 | Normandie                  | classé     | « PA00110952 », notice no PA00110952 | 48° 44′ 07″ nord, 0° 06′ 26″ est   |                   |
| Palais du Louvre                                                      | 1er arrondissement de Paris     | Paris                | Île-de-France              | classé     | « PA00085992 », notice no PA00085992 | 48° 51′ 48″ nord, 2° 19′ 39″ est   |                   |
| Pont Neuf                                                             | 1er arrondissement de Paris     | Paris                | Île-de-France              | classé     | « PA00085999 », notice no PA00085999 | 48° 51′ 26″ nord, 2° 20′ 30″ est   |                   |
| Enceinte de Philippe Auguste                                          | 1er arrondissement de Paris     | Paris                | Île-de-France              | classé     | « PA00085799 », notice no PA00085799 | 48° 51′ 50″ nord, 2° 20′ 39″ est   |                   |
| Enceinte de Philippe Auguste                                          | 1er arrondissement de Paris     | Paris                | Île-de-France              | classé     | « PA00085800 », notice no PA00085800 | 48° 51′ 51″ nord, 2° 20′ 41″ est   |                   |
| Enceinte de Philippe Auguste                                          | 1er arrondissement de Paris     | Paris                | Île-de-France              | classé     | « PA00085802 », notice no PA00085802 | 48° 51′ 43″ nord, 2° 20′ 26″ est   |                   |
| Enceinte de Philippe Auguste                                          | 1er arrondissement de Paris     | Paris                | Île-de-France              | classé     | « PA00085801 », notice no PA00085801 | 48° 51′ 45″ nord, 2° 20′ 29″ est   |                   |
| Enceinte de Philippe Auguste                                          | 2e arrondissement de Paris      | Paris                | Île-de-France              | classé     | « PA00086018 », notice no PA00086018 | 48° 51′ 51″ nord, 2° 20′ 55″ est   |                   |
| Enceinte de Philippe Auguste                                          | 2e arrondissement de Paris      | Paris                | Île-de-France              | classé     | « PA00086019 », notice no PA00086019 | 48° 51′ 51″ nord, 2° 20′ 55″ est   |                   |
| Enceinte de Philippe Auguste                                          | 3e arrondissement de Paris      | Paris                | Île-de-France              | classé     | « PA00086112 », notice no PA00086112 | 48° 51′ 40″ nord, 2° 21′ 20″ est   |                   |
| Enceinte de Philippe Auguste                                          | 4e arrondissement de Paris      | Paris                | Île-de-France              | classé     | « PA00086262 », notice no PA00086262 | 48° 51′ 11″ nord, 2° 21′ 36″ est   |                   |
| Enceinte de Philippe Auguste                                          | 4e arrondissement de Paris      | Paris                | Île-de-France              | classé     | « PA00086264 », notice no PA00086264 | 48° 51′ 27″ nord, 2° 21′ 39″ est   |                   |
| Enceinte de Philippe Auguste                                          | 4e arrondissement de Paris      | Paris                | Île-de-France              | classé     | « PA00086266 », notice no PA00086266 | 48° 51′ 25″ nord, 2° 21′ 37″ est   |                   |
| Enceinte de Philippe Auguste                                          | 4e arrondissement de Paris      | Paris                | Île-de-France              | classé     | « PA00086263 », notice no PA00086263 | 48° 51′ 14″ nord, 2° 21′ 38″ est   |                   |
| Hôtel Jeanne d'Albret                                                 | 4e arrondissement de Paris      | Paris                | Île-de-France              | classé     | « PA00086292 », notice no PA00086292 | 48° 51′ 27″ nord, 2° 21′ 39″ est   |                   |
| Enceinte de Philippe Auguste                                          | 4e arrondissement de Paris      | Paris                | Île-de-France              | classé     | « PA00086265 », notice no PA00086265 | 48° 51′ 13″ nord, 2° 21′ 37″ est   |                   |
| Enceinte de Philippe Auguste                                          | 5e arrondissement de Paris      | Paris                | Île-de-France              | classé     | « PA00088423 », notice no PA00088423 | 48° 50′ 55″ nord, 2° 21′ 14″ est   |                   |
| Enceinte de Philippe Auguste                                          | 5e arrondissement de Paris      | Paris                | Île-de-France              | classé     | « PA00088421 », notice no PA00088421 | 48° 50′ 50″ nord, 2° 21′ 06″ est   |                   |
| Enceinte de Philippe Auguste                                          | 5e arrondissement de Paris      | Paris                | Île-de-France              | classé     | « PA00088422 », notice no PA00088422 | 48° 50′ 48″ nord, 2° 21′ 04″ est   |                   |
| Enceinte de Philippe Auguste                                          | 5e arrondissement de Paris      | Paris                | Île-de-France              | classé     | « PA00088424 », notice no PA00088424 | 48° 50′ 44″ nord, 2° 20′ 59″ est   |                   |
| Enceinte de Philippe Auguste                                          | 6e arrondissement de Paris      | Paris                | Île-de-France              | classé     | « PA00088511 », notice no PA00088511 | 48° 51′ 11″ nord, 2° 20′ 22″ est   |                   |
| Enceinte de Philippe Auguste                                          | 6e arrondissement de Paris      | Paris                | Île-de-France              | classé     | « PA00088512 », notice no PA00088512 | 48° 51′ 24″ nord, 2° 20′ 21″ est   |                   |
| Enceinte de Philippe Auguste                                          | 6e arrondissement de Paris      | Paris                | Île-de-France              | classé     | « PA00088513 », notice no PA00088513 | 48° 51′ 16″ nord, 2° 20′ 21″ est   |                   |
| Enceinte de Philippe Auguste                                          | 6e arrondissement de Paris      | Paris                | Île-de-France              | classé     | « PA00088514 », notice no PA00088514 | 48° 51′ 19″ nord, 2° 20′ 20″ est   |                   |
| Fontaine Médicis                                                      | 6e arrondissement de Paris      | Paris                | Île-de-France              | classé     | « PA00088519 », notice no PA00088519 | 48° 50′ 53″ nord, 2° 20′ 21″ est   |                   |
| Table des Fées                                                        | Fresnicourt-le-Dolmen           | Pas-de-Calais        | Hauts-de-France            | classé     | « PA00108284 », notice no PA00108284 | 50° 25′ 00″ nord, 2° 36′ 25″ est   |                   |
| Pierres Jumelles                                                      | Mont-Saint-Éloi                 | Pas-de-Calais        | Hauts-de-France            | classé     | « PA00108352 », notice no PA00108352 | 50° 20′ 51″ nord, 2° 40′ 37″ est   |                   |
| Cromlech des Bonnettes                                                | Sailly-en-Ostrevent             | Pas-de-Calais        | Hauts-de-France            | classé     | « PA00108387 », notice no PA00108387 | 50° 16′ 38″ nord, 2° 58′ 29″ est   |                   |
| Pierre Fichade                                                        | Champeix                        | Puy-de-Dôme          | Auvergne-Rhône-Alpes       | classé     | « PA00091945 », notice no PA00091945 | 45° 35′ 56″ nord, 3° 07′ 18″ est   |                   |
| Temple de Vasso Galate                                                | Clermont-Ferrand                | Puy-de-Dôme          | Auvergne-Rhône-Alpes       | classé     | « PA00092036 », notice no PA00092036 | 45° 46′ 34″ nord, 3° 04′ 42″ est   |                   |
| Maison de l'Apothicaire                                               | Clermont-Ferrand                | Puy-de-Dôme          | Auvergne-Rhône-Alpes       | classé     | « PA00092058 », notice no PA00092058 | 45° 47′ 36″ nord, 3° 06′ 47″ est   |                   |
| Allée couverte de la Grotte                                           | Cournols                        | Puy-de-Dôme          | Auvergne-Rhône-Alpes       | classé     | « PA00092089 », notice no PA00092089 | 45° 38′ 29″ nord, 3° 02′ 10″ est   |                   |
| Menhir de Montaudoux                                                  | Davayat                         | Puy-de-Dôme          | Auvergne-Rhône-Alpes       | classé     | « PA00092112 », notice no PA00092112 | 45° 56′ 48″ nord, 3° 06′ 33″ est   |                   |
| Église Notre-Dame de Lezoux                                           | Lezoux                          | Puy-de-Dôme          | Auvergne-Rhône-Alpes       | classé     | « PA00092155 », notice no PA00092155 | 45° 49′ 34″ nord, 3° 22′ 46″ est   |                   |
| Château de Montaigut-le-Blanc                                         | Montaigut-le-Blanc              | Puy-de-Dôme          | Auvergne-Rhône-Alpes       | classé     | « PA00092198 », notice no PA00092198 | 45° 35′ 14″ nord, 3° 05′ 24″ est   |                   |
| Château de Murol                                                      | Murol                           | Puy-de-Dôme          | Auvergne-Rhône-Alpes       | classé     | « PA00092213 », notice no PA00092213 | 45° 34′ 41″ nord, 2° 56′ 42″ est   |                   |
| Temple de Mercure                                                     | Orcines                         | Puy-de-Dôme          | Auvergne-Rhône-Alpes       | classé     | « PA00092229 », notice no PA00092229 | 45° 46′ 18″ nord, 2° 57′ 52″ est   |                   |
| Thermes antiques de Royat                                             | Royat                           | Puy-de-Dôme          | Auvergne-Rhône-Alpes       | classé     | « PA00092333 », notice no PA00092333 | 45° 46′ 08″ nord, 3° 03′ 28″ est   |                   |
| Dolmen de Farges                                                      | Saint-Germain-près-Herment      | Puy-de-Dôme          | Auvergne-Rhône-Alpes       | classé     | « PA00092357 », notice no PA00092357 | 45° 43′ 56″ nord, 2° 32′ 40″ est   |                   |
| Église Saint-Hilaire de Saint-Hilaire-la-Croix                        | Saint-Hilaire-la-Croix          | Puy-de-Dôme          | Auvergne-Rhône-Alpes       | classé     | « PA00092363 », notice no PA00092363 | 46° 02′ 51″ nord, 3° 02′ 31″ est   |                   |
| Croix du Marchidial                                                   | Saint-Nectaire                  | Puy-de-Dôme          | Auvergne-Rhône-Alpes       | classé     | « PA00092373 », notice no PA00092373 | 45° 35′ 28″ nord, 2° 59′ 39″ est   |                   |
| Château de Saint-Saturnin                                             | Saint-Saturnin                  | Puy-de-Dôme          | Auvergne-Rhône-Alpes       | classé     | « PA00092388 », notice no PA00092388 | 45° 39′ 32″ nord, 3° 05′ 34″ est   |                   |
| Fontaine de Saint-Saturnin                                            | Saint-Saturnin                  | Puy-de-Dôme          | Auvergne-Rhône-Alpes       | classé     | « PA00092392 », notice no PA00092392 | 45° 39′ 34″ nord, 3° 05′ 35″ est   |                   |
| Château de Tournoël                                                   | Volvic                          | Puy-de-Dôme          | Auvergne-Rhône-Alpes       | classé     | « PA00092478 », notice no PA00092478 | 45° 53′ 05″ nord, 3° 02′ 18″ est   |                   |
| Cromlechs de Bilhères                                                 | Bilhères                        | Pyrénées-Atlantiques | Nouvelle-Aquitaine         | classé     | « PA00084361 », notice no PA00084361 | 43° 04′ 03″ nord, 0° 26′ 49″ ouest |                   |
| Calhau-de-Teberno                                                     | Buzy                            | Pyrénées-Atlantiques | Nouvelle-Aquitaine         | classé     | « PA00084369 », notice no PA00084369 | 43° 07′ 42″ nord, 0° 26′ 36″ ouest | catégorie commons |
| Caixa de Rotllan                                                      | Arles-sur-Tech                  | Pyrénées-Orientales  | Occitanie                  | classé     | « PA00103962 », notice no PA00103962 | 42° 28′ 52″ nord, 2° 36′ 04″ est   |                   |
| Abbaye Saint-Martin du Canigou                                        | Casteil                         | Pyrénées-Orientales  | Occitanie                  | classé     | « PA00103981 », notice no PA00103981 | 42° 31′ 41″ nord, 2° 24′ 03″ est   |                   |
| Dolmen de la Coma Enestapera                                          | Cerbère                         | Pyrénées-Orientales  | Occitanie                  | classé     | « PA00103987 », notice no PA00103987 | 42° 26′ 56″ nord, 3° 09′ 25″ est   |                   |
| Castillet                                                             | Perpignan                       | Pyrénées-Orientales  | Occitanie                  | classé     | « PA00104066 », notice no PA00104066 | 42° 42′ 02″ nord, 2° 53′ 38″ est   |                   |
| Maison Julia                                                          | Perpignan                       | Pyrénées-Orientales  | Occitanie                  | classé     | « PA00104082 », notice no PA00104082 | 42° 41′ 59″ nord, 2° 53′ 39″ est   |                   |
| Menhir de Montaberlet                                                 | Décines-Charpieu                | Rhône                | Auvergne-Rhône-Alpes       | classé     | « PA00117755 », notice no PA00117755 | 45° 45′ 54″ nord, 4° 56′ 18″ est   |                   |
| Église Saint-Pierre-aux-Liens de Varenne-l'Arconce                    | Varenne-l'Arconce               | Saône-et-Loire       | Bourgogne-Franche-Comté    | classé     | « PA00113519 », notice no PA00113519 | 46° 20′ 17″ nord, 4° 09′ 31″ est   |                   |
| Pierre couverte                                                       | Duneau                          | Sarthe               | Pays de la Loire           | classé     | « PA00109744 », notice no PA00109744 | 48° 03′ 14″ nord, 0° 31′ 14″ est   |                   |
| Pierre Fiche                                                          | Duneau                          | Sarthe               | Pays de la Loire           | classé     | « PA00109746 », notice no PA00109746 | 48° 03′ 35″ nord, 0° 31′ 25″ est   |                   |
| Collégiale Saint-Pierre-la-Cour                                       | Le Mans                         | Sarthe               | Pays de la Loire           | classé     | « PA00109802 », notice no PA00109802 | 48° 00′ 25″ nord, 0° 11′ 50″ est   |                   |
| Pierre Saint-Julien                                                   | Le Mans                         | Sarthe               | Pays de la Loire           | classé     | « PA00109848 », notice no PA00109848 | 48° 00′ 35″ nord, 0° 11′ 53″ est   |                   |
| Château de Sillé-le-Guillaume                                         | Sillé-le-Guillaume              | Sarthe               | Pays de la Loire           | classé     | « PA00109970 », notice no PA00109970 | 48° 11′ 06″ nord, 0° 07′ 34″ ouest |                   |
| Pierre-Fitte                                                          | Beautheil                       | Seine-et-Marne       | Île-de-France              | classé     | « PA00086813 », notice no PA00086813 | 48° 44′ 30″ nord, 3° 04′ 57″ est   |                   |
| Château de Blandy-les-Tours                                           | Blandy-les-Tours                | Seine-et-Marne       | Île-de-France              | classé     | « PA00086817 », notice no PA00086817 | 48° 34′ 02″ nord, 2° 46′ 53″ est   |                   |
| Pierre aux Couteaux                                                   | Diant                           | Seine-et-Marne       | Île-de-France              | classé     | « PA00086928 », notice no PA00086928 | 48° 17′ 04″ nord, 3° 00′ 19″ est   |                   |
| Pierre Droite                                                         | Moret-Loing-et-Orvanne          | Seine-et-Marne       | Île-de-France              | classé     | « PA00086942 », notice no PA00086942 | 48° 21′ 27″ nord, 2° 49′ 20″ est   |                   |
| Alignement des Sept Grès                                              | Montereau-Fault-Yonne           | Seine-et-Marne       | Île-de-France              | classé     | « PA00087118 », notice no PA00087118 | 48° 23′ 34″ nord, 2° 56′ 01″ est   |                   |
| Pierre Clouée                                                         | Nanteau-sur-Lunain              | Seine-et-Marne       | Île-de-France              | classé     | « PA00087159 », notice no PA00087159 | 48° 15′ 33″ nord, 2° 50′ 34″ est   |                   |
| Pierre Larmoire                                                       | Rumont                          | Seine-et-Marne       | Île-de-France              | classé     | « PA00087262 », notice no PA00087262 | 48° 16′ 46″ nord, 2° 30′ 25″ est   |                   |
| Polissoirs du Gué de Beaumoulin                                       | Souppes-sur-Loing               | Seine-et-Marne       | Île-de-France              | classé     | « PA00087291 », notice no PA00087291 | 48° 11′ 49″ nord, 2° 43′ 15″ est   |                   |
| Pierre Cornoise                                                       | Thoury-Férottes                 | Seine-et-Marne       | Île-de-France              | classé     | « PA00087297 », notice no PA00087297 | 48° 17′ 56″ nord, 2° 55′ 36″ est   |                   |
| Manoir des abbesses de Saint-Amand                                    | Boos                            | Seine-Maritime       | Normandie                  | classé     | « PA00100574 », notice no PA00100574 | 49° 23′ 07″ nord, 1° 12′ 06″ est   |                   |
| Musée Biochet-Brechot                                                 | Caudebec-en-Caux                | Seine-Maritime       | Normandie                  | classé     | « PA00100597 », notice no PA00100597 | 49° 31′ 31″ nord, 0° 43′ 33″ est   |                   |
| Château de Martainville                                               | Martainville-Épreville          | Seine-Maritime       | Normandie                  | classé     | « PA00100747 », notice no PA00100747 | 49° 27′ 31″ nord, 1° 17′ 37″ est   |                   |
| Église Sainte-Gertrude de Sainte-Gertrude                             | Maulévrier-Sainte-Gertrude      | Seine-Maritime       | Normandie                  | classé     | « PA00100749 », notice no PA00100749 | 49° 32′ 47″ nord, 0° 42′ 16″ est   |                   |
| Gros-Horloge et fontaine                                              | Rouen                           | Seine-Maritime       | Normandie                  | classé     | « PA00100834 », notice no PA00100834 | 49° 26′ 30″ nord, 1° 05′ 28″ est   |                   |
| La Pierre qui pousse                                                  | Eppeville                       | Somme                | Hauts-de-France            | classé     | « PA00116143 », notice no PA00116143 | 49° 44′ 42″ nord, 3° 02′ 43″ est   |                   |
| Dolmen du Plo de Laganthe                                             | Labastide-Rouairoux             | Tarn                 | Occitanie                  | classé     | « PA00095571 », notice no PA00095571 | 43° 29′ 49″ nord, 2° 39′ 07″ est   |                   |
| Dolmen de Saint-Paul                                                  | Sainte-Cécile-du-Cayrou         | Tarn                 | Occitanie                  | classé     | « PA00095634 », notice no PA00095634 | 43° 59′ 36″ nord, 1° 49′ 04″ est   |                   |
| Peyrelevade                                                           | Vaour                           | Tarn                 | Occitanie                  | classé     | « PA00095654 », notice no PA00095654 | 44° 05′ 23″ nord, 1° 48′ 21″ est   |                   |
| Dolmen de Combal                                                      | Septfonds                       | Tarn-et-Garonne      | Occitanie                  | classé     | « PA00095892 », notice no PA00095892 | 44° 10′ 39″ nord, 1° 35′ 54″ est   |                   |
| Pierre-Fouret                                                         | Cergy                           | Val-d'Oise           | Île-de-France              | classé     | « PA00080014 », notice no PA00080014 | 49° 02′ 33″ nord, 2° 02′ 44″ est   |                   |
| Grange de Vaulerent                                                   | Villeron                        | Val-d'Oise           | Île-de-France              | classé     | « PA00080231 », notice no PA00080231 | 49° 03′ 14″ nord, 2° 32′ 00″ est   |                   |
| Château d'Ormesson                                                    | Ormesson-sur-Marne              | Val-de-Marne         | Île-de-France              | classé     | « PA00079897 », notice no PA00079897 | 48° 47′ 00″ nord, 2° 32′ 28″ est   |                   |
| Menhir dit La Pierreffite                                             | Villeneuve-le-Roi               | Val-de-Marne         | Île-de-France              | classé     | « PA00079918 », notice no PA00079918 | 48° 44′ 06″ nord, 2° 24′ 26″ est   |                   |
| Peïro Plantado                                                        | Cabasse                         | Var                  | Provence-Alpes-Côte d'Azur | classé     | « PA00081563 », notice no PA00081563 | 43° 24′ 56″ nord, 6° 11′ 41″ est   |                   |
| Pierre de la Fée                                                      | Draguignan                      | Var                  | Provence-Alpes-Côte d'Azur | classé     | « PA00081588 », notice no PA00081588 | 43° 32′ 41″ nord, 6° 27′ 11″ est   |                   |
| Abbaye de Saint-Ruf                                                   | Avignon                         | Vaucluse             | Provence-Alpes-Côte d'Azur | classé     | « PA00081811 », notice no PA00081811 | 43° 55′ 58″ nord, 4° 48′ 44″ est   |                   |
| Menhirs du Champ de la Pierre                                         | Avrillé                         | Vendée               | Pays de la Loire           | classé     | « PA00110025 », notice no PA00110025 | 46° 28′ 48″ nord, 1° 29′ 29″ ouest |                   |
| Menhir de Bourg-Jardin                                                | Avrillé                         | Vendée               | Pays de la Loire           | classé     | « PA00110027 », notice no PA00110027 | 46° 28′ 09″ nord, 1° 29′ 44″ ouest |                   |
| Menhir de la Pièce-du-Devant                                          | Avrillé                         | Vendée               | Pays de la Loire           | classé     | « PA00110023 », notice no PA00110023 | 46° 28′ 11″ nord, 1° 30′ 47″ ouest |                   |
| Menhir de la Boilière                                                 | Avrillé                         | Vendée               | Pays de la Loire           | classé     | « PA00110026 », notice no PA00110026 | 46° 28′ 00″ nord, 1° 28′ 57″ ouest |                   |
| Alignements du Bois de Fourgon                                        | Avrillé                         | Vendée               | Pays de la Loire           | classé     | « PA00110022 », notice no PA00110022 | 46° 28′ 12″ nord, 1° 30′ 04″ ouest |                   |
| Menhir de la Pièce-du-Rocher                                          | Avrillé                         | Vendée               | Pays de la Loire           | classé     | « PA00110024 », notice no PA00110024 | 46° 28′ 38″ nord, 1° 30′ 39″ ouest |                   |
| Pierre branlante de la Cornetière                                     | Avrillé                         | Vendée               | Pays de la Loire           | classé     | « PA00110028 », notice no PA00110028 | 46° 28′ 40″ nord, 1° 30′ 27″ ouest |                   |
| Dolmen de la Frébouchère                                              | Le Bernard                      | Vendée               | Pays de la Loire           | classé     | « PA00110041 », notice no PA00110041 | 46° 26′ 55″ nord, 1° 28′ 10″ ouest |                   |
| Dolmen des Landes                                                     | L'Île-d'Yeu                     | Vendée               | Pays de la Loire           | classé     | « PA00110144 », notice no PA00110144 | 46° 41′ 52″ nord, 2° 20′ 05″ ouest |                   |
| Menhir du Sud                                                         | L'Île-d'Yeu                     | Vendée               | Pays de la Loire           | classé     | « PA00110148 », notice no PA00110148 | 46° 41′ 33″ nord, 2° 19′ 24″ ouest |                   |
| Dolmen de la Planche-à-Puare                                          | L'Île-d'Yeu                     | Vendée               | Pays de la Loire           | classé     | « PA00110142 », notice no PA00110142 | 46° 43′ 38″ nord, 2° 23′ 22″ ouest |                   |
| Dolmen des Petits Fradets                                             | L'Île-d'Yeu                     | Vendée               | Pays de la Loire           | classé     | « PA00110143 », notice no PA00110143 | 46° 43′ 53″ nord, 2° 22′ 47″ ouest |                   |
| Polissoirs de Pouzauges                                               | Pouzauges                       | Vendée               | Pays de la Loire           | classé     | « PA00110205 », notice no PA00110205 | 46° 47′ 55″ nord, 0° 49′ 42″ ouest |                   |
| Dolmen de Laverré                                                     | Aslonnes                        | Vienne               | Nouvelle-Aquitaine         | classé     | « PA00105337 », notice no PA00105337 | 46° 28′ 18″ nord, 0° 19′ 28″ est   |                   |
| Cromlech d'Aslonnes                                                   | Aslonnes                        | Vienne               | Nouvelle-Aquitaine         | classé     | « PA00105336 », notice no PA00105336 | 46° 26′ 51″ nord, 0° 19′ 05″ est   |                   |
| Pierre Fade                                                           | Availles-Limouzine              | Vienne               | Nouvelle-Aquitaine         | classé     | « PA00105342 », notice no PA00105342 | 46° 08′ 04″ nord, 0° 39′ 06″ est   |                   |
| Pierre Folle                                                          | Bournand                        | Vienne               | Nouvelle-Aquitaine         | classé     | « PA00105361 », notice no PA00105361 | 47° 06′ 37″ nord, 0° 04′ 53″ est   |                   |
| Donjon de Gouzon                                                      | Chauvigny                       | Vienne               | Nouvelle-Aquitaine         | classé     | « PA00105411 », notice no PA00105411 | 46° 34′ 13″ nord, 0° 38′ 54″ est   |                   |
| Dolmen de Lathus-Saint-Rémy                                           | Lathus-Saint-Rémy               | Vienne               | Nouvelle-Aquitaine         | classé     | « PA00105481 », notice no PA00105481 | 46° 20′ 06″ nord, 0° 59′ 20″ est   |                   |
| Doyenné Saint-Hilaire                                                 | Poitiers                        | Vienne               | Nouvelle-Aquitaine         | classé     | « PA00105593 », notice no PA00105593 | 46° 34′ 38″ nord, 0° 19′ 59″ est   |                   |
| Hôtel Fumé                                                            | Poitiers                        | Vienne               | Nouvelle-Aquitaine         | classé     | « PA00105609 », notice no PA00105609 | 46° 35′ 08″ nord, 0° 20′ 31″ est   |                   |
| Pierres-Fittes                                                        | Saint-Étienne-lès-Remiremont    | Vosges               | Grand Est                  | classé     | « PA00107256 », notice no PA00107256 | 48° 02′ 27″ nord, 6° 38′ 39″ est   |                   |
| Dolmen de Bleigny-le-Carreau                                          | Bleigny-le-Carreau              | Yonne                | Bourgogne-Franche-Comté    | classé     | « PA00113623 », notice no PA00113623 | 47° 50′ 13″ nord, 3° 39′ 34″ est   |                   |
| Polissoir des Roches                                                  | Courgenay                       | Yonne                | Bourgogne-Franche-Comté    | classé     | « PA00113659 », notice no PA00113659 | 48° 16′ 50″ nord, 3° 34′ 09″ est   |                   |
| Menhir du Pas-Dieu                                                    | Perceneige                      | Yonne                | Bourgogne-Franche-Comté    | classé     | « PA00113777 », notice no PA00113777 | 48° 22′ 08″ nord, 3° 28′ 30″ est   |                   |
| Dolmen de Lancy                                                       | Saint-Maurice-aux-Riches-Hommes | Yonne                | Bourgogne-Franche-Comté    | classé     | « PA00113850 », notice no PA00113850 | 48° 19′ 05″ nord, 3° 29′ 24″ est   |                   |
| Pierre à Colon                                                        | Les Sièges                      | Yonne                | Bourgogne-Franche-Comté    | classé     | « PA00113888 », notice no PA00113888 | 48° 09′ 05″ nord, 3° 32′ 24″ est   |                   |
| Château de Fleurigny                                                  | Thorigny-sur-Oreuse             | Yonne                | Bourgogne-Franche-Comté    | classé     | « PA00113900 », notice no PA00113900 | 48° 17′ 42″ nord, 3° 21′ 47″ est   |                   |
| Pierre-Enlevée                                                        | Vaumort                         | Yonne                | Bourgogne-Franche-Comté    | classé     | « PA00113926 », notice no PA00113926 | 48° 09′ 14″ nord, 3° 26′ 20″ est   |                   |
| Allée de la Justice                                                   | Épône                           | Yvelines             | Île-de-France              | classé     | « PA00087426 », notice no PA00087426 | 48° 58′ 06″ nord, 1° 50′ 27″ est   |                   |
| Donjon de Houdan                                                      | Houdan                          | Yvelines             | Île-de-France              | classé     | « PA00087453 », notice no PA00087453 | 48° 47′ 22″ nord, 1° 35′ 56″ est   |                   |
| Église Saint-Martin de Louveciennes                                   | Louveciennes                    | Yvelines             | Île-de-France              | classé     | « PA00087483 », notice no PA00087483 | 48° 51′ 39″ nord, 2° 06′ 51″ est   |                   |